# ウルトラマンメビウス

TBS放送センター前に2023年まで設置されていたウルトラマンメビウスの立像

『ウルトラマンメビウス』は、2006年（平成18年）4月8日から2007年（平成19年）3月31日まで、中部日本放送・TBS系列で毎週土曜17:30 - 18:00ほかにて全50話が放映された、円谷プロダクション制作の特撮テレビドラマ作品、および作中に登場する巨大変身ヒーローの名称。
以下の他メディア作品についても本項目内で記述する。
- セルDVD特典ノベルス 『ザ・ウルトラマンメビウス』
- 書籍・ショー展開 『ウルトラマンメビウス外伝 超銀河大戦』

個別項目のある作品の詳細は、以下の各リンク先を参照。
- 劇場版『ウルトラマンメビウス&ウルトラ兄弟』
- WEB配信『ウルトラマンメビウス外伝 ヒカリサーガ』
- 書籍展開・オリジナルビデオ(OV) 『ウルトラマンメビウス外伝 アーマードダークネス』
- 書籍展開・OV 『ウルトラマンメビウス外伝 ゴーストリバース』
- ノベライズ 『ウルトラマンメビウス アンデレスホリゾント』

## 概要

### 特徴
ウルトラマンシリーズ誕生40周年記念作品として制作された本作品は、『ウルトラQ』から『ウルトラマン80』までの昭和ウルトラシリーズの続編とし、『80』の最終回（第50話）でウルトラマン80が地球を去ってから約25年間、地球に怪獣や宇宙人が一切現れなかった世界を舞台とする。
本作品は単に、昭和の歴代ウルトラマンや過去の人気怪獣・宇宙人が登場するだけではなく、怪獣・宇宙人にまつわる事件を登場人物の口から語らせたり、過去の名ゼリフや語句・事件を引用することで旧作との繋がりを明示している。全体的にM78系ウルトラマンシリーズの集大成とも言える内容となっており（最後の敵などはその顕著な例）、オリジナルキャストによる同役としての再出演も数多く果たされた。再出演に伴い、公式により過去作にまつわる新たな設定が定められた他、再出演の叶わなかった役者に合わせた設定も作られた。
また、旧作懐古的な要素を盛り込みつつも、デザインの変わるパワーアップ描写（M78星雲のウルトラマンとしては初）、青いウルトラマンの登場、連続ドラマ性を持たせたストーリーなど、平成ウルトラシリーズの要素も含まれている。中盤で自分の正体を知られるという、それまでのウルトラシリーズではタブーとされてきたことを初めて破った作品でもある。
ウルトラマンメビウスは、歴代ウルトラマンで最も若い宇宙警備隊のルーキーとして登場。彼の人間態であるヒビノ・ミライが入隊した防衛チームCREW GUYSも、第1話でアイハラ・リュウを残して一度全滅し、新たに参画したメンバーで構成されている。ルーキーウルトラマンとルーキーチームの成長を中心にドラマは描かれており、シリーズ前半では青春ものや学園ものの作劇フォーマットが取り入れられている。『ウルトラマンネクサス』のテーマである「絆」をより広い層への共感を得られる普遍的なものへと発展させた「友情」をメインテーマに掲げており、地球人との友情をルーキーが確かめにやってくるという設定となった。

## あらすじ
「怪獣頻出期」と呼ばれる、ウルトラマンが地球を守っていた時代が終息してから25年。
宇宙から飛来した怪獣ディノゾールを前に、対怪獣防衛チーム・CREW GUYSはアイハラ・リュウ隊員を残して全滅してしまった。時を同じくして、ウルトラマンの故郷・M78星雲光の国からウルトラの父が宇宙警備隊のルーキー・ウルトラマンメビウスを地球に派遣していた。ディノゾールを倒した後、メビウスの仮の姿ヒビノ・ミライは、新生クルー第1号としてGUYSに入隊し、新隊長のサコミズ・シンゴとともにリュウと対面する。
そして、ミライがディノゾール襲来時に出会っていたカザマ・マリナ、イカルガ・ジョージ、アマガイ・コノミ、クゼ・テッペイの素質を見抜いて彼らをGUYSにスカウトしたことで、新生GUYSが誕生した。
ルーキー同士のメビウスと新生GUYSは、ともに地球を守りながら成長していく。

## 主な登場人物

### CREW GUYS
ヒビノ・ミライ
本作品の主人公。ウルトラマンメビウスが、仲間や父親を救うために自らを犠牲にした宇宙飛行士のバン・ヒロトをモデルに自ら地球人に変身した姿で、外見年齢18歳。ヒロトの父バン・テツロウから言われた言葉の中にあった「日々の未来」が名前の由来。
純粋で正義感が強い明るい性格だが地球に関する一般常識は充分でなく、日常的な知識の面で疎く、言動の端々に異文化に対する戸惑いがある他、不意に正体を知られかねない言動がある。GUYS入隊直後に食べて以来、カレーが大好物である。パイロットとしての戦果が高く、墜落数はゼロである。
第29・30話で隊員たちに正体を知られたが、それ以降は他の人物に対しても自分の正体を隠すことはしなかった。
地球を訪れる以前から地球と人間に対して強い憧れを抱いており、人間への信頼や彼らを愛する気持ちが一際強いが、それゆえに第44話でヒルカワから受けた理不尽な暴虐行為や、第45話でデスレムの策略に陥れられた際に身勝手にGUYSや自分を非難してきた市民など、人間の醜い姿を目の当たりした際には、一時は人間に対し失望感を覚えるほどの激しい衝撃を受けている。人間として暮らしながら人間の良き点と悪しき点の両方を学び、ウルトラ兄弟が地球を「かけがえのない星」と呼んで命懸けで守った理由を理解すると同時に、「自分自身にしか見付けられない本当に大切なもの」を見つけていった。
第50話でエンペラ星人を倒した後、地球での経験を後輩のウルトラマンに伝えていくことを隊員たちに約束し、光の国に帰っていった。
客演情報については、#ウルトラマンメビウスのゲスト出演を参照。

アイハラ・リュウ
年齢20歳。ディノゾールとの戦いで壊滅した前体制のGUYS唯一の生存者である。実戦時には基地内に残ることが多いサコミズに代わって先頭に立って現場の指揮を務めることが多い。左右どちらの腕でも正確な射撃を行う射撃の名手。マリナから「熱血バカ」と言われるほどに熱くなりやすい粗忽な性格に加え、人一倍GUYSとしての使命感や、セリザワへの情が厚いため、隊員たちと衝突することもある。意外にも幽霊などの類は苦手で第28話でノーバが幽霊のように現れた際にはジョージやマリナとともに悲鳴を上げて逃げ出している。
GUYSの任務に強い誇りを持ち、「地球は我々人類自らの手で守り抜く」をモットーとしているために、序盤はウルトラマンの存在を快く思っていなかったが、第3話でウルトラマンが命を削って戦っていることを知ってからはウルトラマンを仲間として認めている。
セリザワから教わった「ウルトラ5つの誓い」を座右の銘としており、彼のことを深く尊敬している。それゆえに、セリザワを死に追いやったディノゾールや、身体を乗っ取ったツルギを激しく憎んだり、新たに隊長となったサコミズを隊長とは呼ばずに「サコミズさん」と呼び距離を置くこともあったが、第17話でセリザワが地球を去ってからは、素直にサコミズを「サコミズ隊長」と呼ぶようになる。
ミライの成長とともに自らも彼の兄貴分として成長し、ミライを支えて他の隊員以上に仲がいい存在でもあるが、馴れ合いの関係ではなく間違いがあればお互いが注意する良き友人でもある。また、第29・30話でミライの正体を知ってからは一番の理解者となり、ミライを支えていくうちに彼自身も人間的に大きく成長していく。
第50話でセリザワからナイトブレスを託され、ヒカリに変身してエンペラ星人と戦った。戦いの後、ミライ＝メビウスが光の国に帰還し、隊員たちもGUYSを離れていった中で一人GUYSに残り、セリザワやサコミズの跡を継ぎ、若くしてCREW GUYSの新隊長となる。
- 当初は第2話でミライの変身するところを目撃するということになっていたが、それではストーリーが流れにくくなることから変更となった。
- セリザワから力を引き継いでヒカリになるという展開は早期から仁科に伝えられていた。第17話以降からは分かりやすく見た目で成長を表すために、髪を立たせていたが、ヘルメットを脱ぐ際には頭の上で浮かせた状態から撮影している。メカに搭乗した際にはどのボタンを押して武器を発射するのかは決まっていなかったため、仁科自身が勝手に決めて押していたが、他の隊員が搭乗する際にはそれに合わせて押している。

OV『ウルトラマンメビウス外伝 アーマードダークネス』
隊長となり、若手の手本としてテレビシリーズに比べてかなり冷静な性格になっている。だが、再集結したミライたちと共闘時は昔の熱さが復活している。

サコミズ・シンゴ
年齢40歳。CREW GUYS新隊長。隊長服は襟が普通の隊員服では赤なのに対し、白である。常に飄々としているが鋭い洞察力を持ち、部下を信頼しており、その時々に最適なアドバイスをする。前線には積極的には出ないが、パイロットとしても優れている。
好物はコーヒー（特にエスプレッソ）で、隊長席には多数のコーヒー豆が常備されており、ディレクションルームでもしばしば飲んでいる。
現場指揮官なのにメテオールの発動権を持っている、ツルギがセリザワの身体を乗っ取っていたことや、隊員たちとウルトラ兄弟のテレパシーでの会話の内容を知っていたり、別任務や本部出勤などで不在なことが多いなど、謎めいた部分を持つ。詳細は後述。かつては科学特捜隊の宇宙勤務での隊長でもあり、宇宙での任務中に亜光速航行によって40年近い地球との時間の遅れ（ウラシマ効果）を経験しており、若い外見をしているが実はタケナカと同年代である。当時の任務中、冥王星の軌道上で謎の大円盤群に襲われたところをゾフィーに救われ、この一件が理由でウルトラマンとともに戦いたいと考えており、GUYS設立のきっかけになる。第50話でゾフィーと一体化し、メビウス＝ミライらとともにエンペラ星人と戦った。
- 『ウルトラマン』放送当時の児童誌に日本支部の一つで「サコミズ班」というものが記載されていたが、名前の由来や設定はそれに準じたものであると思われる。
- 当初はゾフィーがバケた人間態という案もあったが、メビウスの側にいつもいると、メビウスの危機になぜ変身しないのかという理屈を通すのが大変であり、適当な人物がいなかった総監の正体がサコミズということとなったことで、ずっと憑依していたわけではないというニュアンスに落ち着いたという。当初は競馬新聞を読んでいるなど、ダメ属性に寄せるつもりでいたが、子供番組としてセーフなだめの表現として飄々な人くらいで茶を濁したという。コーヒーについては、現場処理の設定であったという。

イカルガ・ジョージ
年齢20歳。ミライからスカウトされた、新生GUYSクルーの1人。常人離れした怪獣の攻撃を完全に見切るほどの動体視力と空間認識能力を持ち、射撃手としての実力はリュウにも引けを取らない。
元はサッカースペインリーグに所属していたエースストライカーでスペイン語が口癖となっていて、隊員たちをアミーゴと呼ぶ。GUYS入隊前は怪我のために日本でリハビリ中だったが、ミライの説得に折れてGUYSに入隊。入隊当初は隊員たちと衝突を起こすものの、次第に彼らとの友情を築く。
プロサッカー選手時代は、必殺の「流星シュート」を武器にスペインリーグで3年連続得点王となったが、独断プレーが目立ちさらに先述の能力による自分の感性を周りに理解されなかった過去から仲間と呼べる存在がおらず、チームメイトからもマスコミからも白い目で見られていた。
ニヒルでクールだが、実は意外にお調子者の二枚目半で、曲がったことや筋の通らないことを嫌うリュウに負けず劣らずの熱血漢ぶりを見せることもある。女性に対する対応は丁寧で時には口説きにかかることもあり、それでマリナに文句を言われることも多い。自分で自分の苗字（「斑鳩」）を漢字で書けないことがコンプレックスで、ゆえに苗字やフルネームで呼ばれることを嫌っている。過去に海で酷い目に遭った経験から海などの異空間は苦手で、海底や宇宙への出撃は拒否する。ただし、後者に関しては43・44話で月に出撃している。
ウルトラマンのように誰からも憧れられる人間になるのが夢で、少年時代は「ウルトラマンになって人々の幸せを守るために怪獣と戦いたい」という夢を持っていた（それは第50話で叶った）。それゆえに第34話でおゝとりゲン＝ウルトラマンレオが突然ミライを打ち倒した際には、そのウルトラマンらしからぬ行動に怒りを顕にしてゲンに銃口を向けている。
第50話でエンペラ星人との戦いの後、スペインリーグに復帰する。
- 当初は視覚に優れた元メジャーリーガーやF1パイロットという案もあった。
- サッカーのシーンはすべてサッカー経験者である渡辺大輔が吹き替えなしで演じている。

カザマ・マリナ
年齢19歳。ミライからスカウトされた、新生GUYSクルーの1人。聴力に優れており、微細な機体の変化や怪獣の鳴き声に混じる特殊な波長を聞き分けその行動を予測できる。その聴力と合わせて射撃の腕はジョージと並び、訓練では経験者のリュウ以上の腕前を見せる。
姓の漢字表記は「風間」。二輪ロードレースの女性ライダーで、女性ライダー初の世界グランプリ出場を目指していた。マシンの操縦も得意で、出撃の際は機体制御を担当することが多い。しかし、聴力が良すぎるゆえにマシンの不調も敏感に察知してしまうため、そこから来る恐怖による挫折も経験している。男勝りな性格と言動が特徴だが、クモが苦手という面も持つ。また、第18話で危うくガンローダーごと、ベムスターに食べられそうになったことがあり、それ以来ベムスターも嫌いになった。ジョージに想いを寄せているような素振りを見せることもあったが、本人によると「サッカー選手時代のジョージのファンだった」とのこと。2人の弟がいる。祖父を失った時、慰めてくれたのがアンヘル星人トーリだったが、クロノームの光弾から庇って絶命した彼に暗示で忘れていた。第23話で連続失踪事件が発生した際、過去に飛ばされてトーリと共闘した末に再び失い、彼の記憶を思い出した。
第50話でライダーとして復帰し、大会に出場して好成績を残す。
髪型はテレビシリーズではロングヘアだったが、OV『ウルトラマンメビウス外伝 アーマードダークネス』ではショートヘアに変わっている。
- 当初は嗅覚に優れたパフューマーやインディーズバンドのボーカリストという案もあった。ウルトラマンの正体に嗅覚で気付くという案もあった。

クゼ・テッペイ
年齢18歳。ミライからスカウトされた、新生GUYSクルーの1人。姓の漢字表記は「久世」。大病院の御曹司であり、両親の望み通りに父の病院を継ごうと医大に通っていたが、幼少期に憧れたGUYSへの夢を捨てきれず入隊を決心。その後、過保護な母ケイコにはGUYSに入隊したことを告げていなかったために反対もされるが、後に入隊を認めてもらうこととなる（入隊後も大学には通っている）。
過去に出現した怪獣やウルトラマンなどに関しては博識であり、独学で学んだ宇宙語を話すこともできる。また、怪獣や宇宙人に関し誤った知識を持つ者などには少々厳しく、第27話ではゼットンの性質を理解していなかったばかりにプロトマケットメビウスを敗北に追いやってしまったトリヤマを怒鳴りつけたこともある。
主にデータ分析や対怪獣・宇宙人の作戦を立案することが多く、基本的には基地内勤務で肉体派ではないが、個人的に興味深いことや自ら立案した作戦を指揮するために前線に赴くこともある。
「すべての現象は科学的に説明可能」と考えており、実際に怪獣や宇宙人の特殊能力を科学的に解明することも多い。対して心霊現象やオカルトなどは嫌うが、この手の現象が絡む事件に対しては隊員では最も勇敢。気は弱いほうだが非常に理性的かつモラリストである。トマトが苦手。
第50話で父の跡を継ぐため、医者となった。
- 聴覚に優れ、ピアノが弾けなくなったピアニストという案もあった。

アマガイ・コノミ
年齢18歳。ミライからスカウトされた、新生GUYSクルーの1人。当初は保育士を目指し、みやま保育園でアルバイトとして働いていた。保育園にはその後も非番の日に通っている。その子供と接する職業柄か本人は気づいていないが、怪獣やウルトラマンが何を考えているかを察知できる力を持ち、第8話ではリムエレキングが出現した際は一人だけ驚かずに抱きかかえた。
普段はスザキから「勇気が出るお守り」として渡された眼鏡をかけている。
ミクラスやリムエレキングには懐かれており、クルーのなかで唯一ミクラスを自由に指揮できるため、ミクラス出動の際には前線に赴くこともある。
主に基地内でのオペレーターが担当任務のため、隊員服はミニスカートにオーバーニーソックス（基地の外での戦闘の際は膝当て付きのスパッツ）。気弱で怖がりなうえに泣き虫であるため、戦いには向かないように見えるが、勇気は他の隊員にも引けは取らない。第46話でリュウやジョージ、サコミズが怪我で入院し、テッペイが風邪でダウンした際にはガンローダーで出撃し、グローザムによって氷漬けにされたメビウスを救出し、暗黒四天王の1人であるグローザムを倒すという快挙を挙げている。
第50話で保育士の仕事に戻った。
- 当初は嗅覚や味覚が優れているという設定が付けられる予定で、後者については、第1話でアリの怪獣が火山の近くに巣を作り、コノミが日本一の巨大ケーキを作って怪獣を追い出すというプロットもあった。序盤からリュウと共にGUYSにいるという案もあった。

#### その他
セリザワ・カズヤ
年齢30歳。GUYSの前隊長で、少年時代に友人から「ウルトラ5つの誓い」を教えられた。
ディノゾールとの戦いで殉職したと思われたが、ボガールへの復讐を誓うツルギに憑依されて再び姿を現し、意識も封印されていたが、第8話でのリュウの叫びによって徐々に意識を取り戻し始めた（これがツルギにウルトラマンの心を取り戻させるきっかけとなった）。第11話でツルギが復讐を果たして倒れた後、ウルトラの母から新たな命を与えられて本来の姿に戻ったツルギ＝ウルトラマンヒカリとともにウルトラマンとして復活し、意識も完全に取り戻す。
第17話でリュウたちの成長を認めてヒカリとして地球を去るが、第35話でババルウ星人を追って地球へ戻ってくる。その後、ウルトラの父らが感じた脅威を調査するため、再び地球を去る。第49・50話（最終回）でGUYS救援のために駆け付け、エンペラ星人との戦いで力尽きてナイトブレスを一時リュウに託す。戦いの後、リュウと分離してゾフィーとともに光の国へ帰還する。その後もヒカリとは一体化している模様である。

トリヤマ・ジュウキチ補佐官
姿を現さない総監に代わり、CREW GUYSに指示を出す中間管理職の人物。サコミズが不在の場合は出動命令も下す。また、予算の獲得や戦闘地域の避難計画の考案、地球に対して友好的な宇宙人に対する接待役も担当しており、裏方的な仕事が多いとはいえ、貢献は大きい。
正義感がないわけではないが、常に世間体や世論を気にしており、保身が第一優先で余計な任務が増えることを嫌うことなかれ主義な人物。その一方で、かなりの見栄っ張りかつ目立ちたがりな一面もあり、マスコミの取材には積極的に応じる。
その上うっかり屋でドジを踏みやすく、普段から何かと虚勢を張ったり、失敗をごまかしたり、面倒事を体裁よく他人に押し付けるために、嘘や出まかせを後先考えずに口にしたり、自分では対処しきれない事態が起こるとすぐ他人に泣きつくなど、困った性分の持ち主。
意地や好奇心から余計なことをしてしまったり、良かれと思ってとった行動が裏目に出てしまうことも多く、彼の行動やミスが原因で第12話のグロテスセル騒動、第14話のテッペイのGUYS脱退騒動、第27話のプロトマケット怪獣騒動など幾度も非常事態に陥ったことがあり、隊員（特にリュウ、ジョージ、マリナ）ばかりでなく、時にはサコミズやミサキ、マルからも厄介者扱いされたり、呆れられることがしばしば。また、誤解が原因で警察に連行されてしまったこともある。
このように普段はあまり威厳のない一面ばかり目立っているように見えるが、根は隊員のことを心から信頼している部下思いな性格。その憎めない人柄ゆえに隊員から「トリピー」という渾名で呼ばれる時もあり、上官としてはあまり尊敬こそされていないものの、組織のムードメーカーとしては親しまれている。第16話でのオオシマ彗星迎撃や第49話での対エンペラ星人戦など、いざという時には部下の指揮をしっかり執ることができる。
剣道が得意で有段者。上司のミサキには頭が上がらず、常に「ミサキ女史」と呼んでいる。
- 名前はデザイナーの酉澤安施と丸山浩に由来する。メイン監督の佐野智樹はキャラクターイメージとして『少年探偵団』（1975年版）の中村警部を挙げている。

マル補佐官秘書
トリヤマの秘書。トリヤマを慕っており彼のフォローに回るが、一言多い性格のため叱責・八つ当たりされることが多い。一方でトリヤマが、勘違いから警察に連行されそうになった時はあっさりとトリヤマを見捨てて自分だけ逃げるなど、ちゃっかりした一面もある。
腕っ節は決して強くないものの、トリヤマ同様に「やる時はやる」責任感の強さもあり、もともと頭もよく回る切れ者でもあるため、隊員からの信頼も厚い。
- 名前はデザイナーの丸山浩に由来する。

ミサキ・ユキ
学生時代にスカウトされたGUYS総監代行で、GUYS JAPANではナンバー2の立場にあり、メテオール発動承認権やフェニックスネストのフライトモードの操縦権を持つ。怪獣が出現した際には総監に代わって作戦を直接GUYSのメンバーに説明することが多く、本部の意向をトリヤマやマルに伝えることもある。しかし、決して冷徹な性格ではなく、さほど年の離れていない隊員には信頼を寄せており、意向を汲むことも多い。
オフの時には買い物にも出歩くような一面もある。主要人物では唯一、サコミズが総監であることを知っており、ミライの素性も彼から知らされていた。
『アーマードダークネス』では、総監秘書として、総監のサコミズをサポートする。
- 名前の由来は『ファイヤーマン』の主人公・ミサキーから。

アライソ整備長
GUYSマシンのメンテナンスを担当するメカニック整備班班長。過去の防衛チームにメカニックとして携わってきた経歴を持ち、パイロットを案じてその腕を信頼している。しかし、マシンの整備が万全でないと出撃を止めるなどの頑固一徹な一面もあり、それゆえにリュウとよく衝突。パイロットの安全のためにとメテオールの採用を進言した第1人者でもある。整備士の腕は超一流であり、かつての部下の勇魚によると「とっつぁんがいじった機体は調子がいい」とのこと。また、その勇魚にGUYSオーシャンに勧誘されたが、拒否している。
イサナ・ヒロシ（勇魚 洋）
軽い性格をしているが、高い操縦技術やミライの正体に気づくほどの鋭い洞察力と勘の持ち主。その正体はGUYSオーシャンの新隊長であり、サコミズとも旧知の仲で、親交がある。隊員服はGUYS JAPANの色違いで、通常時は布製のツナギ服で、ジャケットをさらに着用する。かつてGUYS JAPANの整備班で見習いとして働いていた経歴があり、アライソからもその将来を有望視されていた。彼に黙ってGUYSオーシャンの入隊試験を受けた経歴もあり疎遠になっていたが、「とっつぁん」と慕うアライソとの信頼は健在である。
タケナカ最高総議長
全世界のGUYSを統括する最高責任者。サコミズを「サコっち」と呼ぶほど親交が深く、信頼関係は固い。詳しくはウルトラ警備隊#タケナカを参照。
CREW GUYS JAPAN総監
GUYS JAPANの総責任者。
総監室はいつももぬけの殻で顔を見たものは、ミサキ総監代行ぐらいで隊員はおろかトリヤマ補佐官ですらどんな人物か知らない。
その正体はサコミズ隊長で、その身分を隠してセリザワの後任として着任した新隊長ということで最前線に立っていた。
最終三部作でシキ査察官が話すまで隠していた理由は「ウルトラマンと一緒に戦いたかったから」らしい。

### その他の人物
謎の女（ボガールヒューマン）/ 高次元捕食体ボガール
ボガールが自ら姿を変えた地球人。地球に怪獣を呼び寄せていた張本人でもある。
かつて惑星アーブを滅ぼし、その星を観察していたツルギに仇として狙われており、メビウスやツルギと何度か激闘を繰り広げる。
手から光弾を放つことや怪獣を呼び寄せることができるほか、様々な特殊能力を持つ。
- 当初は子供に擬態したボガールを出すという案もあった。

クゼ・ケイコ
テッペイの母親。テッペイには「さん」付けで呼んでいる（テッペイの少年時代は「ちゃん」付けで呼んでいた）。彼に対して非常に過保護で、それはテッペイの少年時代には心配の余り心臓発作を起こしたほど。テッペイがGUYSに入隊したことを知らされなかったが、第14話でトリヤマ補佐官が無理矢理テッペイをテレビのインタビューに出演させてしまったことがきっかけでバレてしまい、怒りながら強引に連れ戻そうとする。しかし、テッペイや他のクルーの行動を見たこと、そして初めから知っていた夫の言葉によって、最終的にテッペイの成長を認め、CREW GUYSとして活動することを許した。
クゼ・テツハル
テッペイの父親。久世総合病院院長で、リハビリ中のジョージの主治医でもあった。病院が怪獣に襲われた際には動けない患者を守って踏みとどまるなど、妻とは逆に度胸が座っている。そのためか、妻と違ってテッペイからGUYSに入隊したことを聞かされていた。
バン・テツロウ
第21・22話に登場する惑星地質学者。現在は退役している。苗字の漢字表記は「伴」。妻は5年前に火星でナメゴンに殺されている。
かつては、火星からスペシウムを運ぶ任務に就いていた宇宙貨物船アランダスの船長を務めていたが、ウルトラゾーンに船が吸い込まれそうになった際、息子・ヒロトを失う。この時、ヒロトを救えなかった贖罪のために彼の姿を借りて自分の前に現れたメビウスから、自分がヒロトの代わりになることを申し出られたが、「自分のくだらないエゴのために君の人生を無駄にするわけにはいかない」と断り、旧知の仲であったサコミズに、メビウスを託す。
この時、メビウスに送った「君のこの星での『日々の未来』に幸多からんことを…」という餞別の言葉が、彼が「ヒビノ・ミライ」と名乗るきっかけになる。
バン・ヒロト
第21・22話に登場するアランダスの乗組員で、船長・テツロウの息子。年齢は当時18歳。
火星で生まれ育ったスペースジェネレーションのために一度も地球の大地に足を踏みしめたことがなく、地球を訪れることを楽しみにしていた。地球に到着したらまず母親の遺骨を納骨することを考えていた。しかし、ウルトラゾーンに飲み込まれそうになったアランダスのキャビン（前部）をカーゴスペース（中央部）から切り離し、自分の命と引き換えに船を救った。この時、ヒロトを救えなかったメビウスは、彼の勇気ある行為に感銘を受けると同時に償いのため、ヒロトの姿をモデルにした。劇中では遺体は見つからず、明確な生死は判明しなかった。
- ウルトラの母により救出されていた設定で再登場させ、メビウスと一体化する案もあった。

フジサワ・アサミ博士
第25・26話、第46話に登場する異次元物理学者。年齢26歳。
飛び級を繰り返し、20歳で博士号を取得した天才で、多くのメテオールを開発する（詳細はメテオール参照）。研究と分析のためには危険を顧みず、自らドラゴリーに憑依されるなど、型破りな行動が多い無鉄砲な性格。
ミサキとは親友で、彼女を「ユッキー」と呼んでいる。ミサキから頼まれ、総本部対ヤプール対策チームの指導者を務めるなどGUYSへの技術援助も行う。また、サコミズとは旧知の仲であり、「サコちゃん」と呼ぶ。「総監に一度会いたいと思っている」という発言から、サコミズが総監であることは知らなかった模様。コーヒーが苦手で、飲んだあとのサコミズが歯を磨いて口をゆすいでも気付くほど敏感である。
軽い性格でジョージとも相性がいいが、彼とは反対に海が大好きで休日はダイビング三昧で過ごす。
第46話では重傷で動けないリュウたちに代わってメビウス救出に協力し、マリナやコノミ、ミサキとともにミッション「プライド・オブ・ガールズ」を決行させる。
メビウスの正体がミライであることは、クルーよりも前から知っていた。
ヒルカワ・ミツヒコ（蛭川 光彦）
第28話、第43・44話、第48話に登場するフリーのジャーナリスト。
悪意、無礼、猜疑心、私利私欲といった地球人の“負”の一面を象徴しているかのような卑劣漢で、ゴシップやスキャンダルといった他人の名誉を穢す報道を得意とし、スクープを手に入れるためならばどんな手段をも厭わない悪徳記者。GUYSに対し極端に批判的な上、ウルトラマンに対して憎悪同然の不条理な偏見を向けている。
第28話でコノミの幼なじみである俳優 スザキ・ジュンを半ば脅す形で結託し、バッシング記事をでっち上げるためのネタを手に入れるために、スザキの友人と偽ってGUYSに接触。スザキがコノミを騙していたと激昂してスザキに殴りかかろうとしたミライの様子を盗撮して逃亡するも、改心したスザキに盗撮した写真のデータをGUYSに引き渡されたことで企みは阻止される。
第43話では、アヤと一緒にいたミライを偶然発見し、上記の一件の逆恨みを兼ねて挑発的な取材を試みたが、そこに出現したメビウスキラーに驚いてアヤを突き飛ばして逃亡。後にメビウスキラーに辛勝するも激しく消耗していたミライを嘲笑しに再び現れたところ、ミライやアヤとともにヤプールによって異次元へと送り込まれてしまう。第44話ではミライに一方的に言い掛かりを付けて暴行した上、自分だけ助かりたい一心でヤプールの口車に乗せられ、貸し与えられた光線銃でミライを殺そうとし、さらに前述したウルトラマンへの筋違いな差別感情を剥き出しにするなど、ミライの善意や優しさを徹底的なまでに踏み躙った。
ミライのおかげで助かっても改心することはなく、第48話では週刊誌の記事やワイドショーで「GUYSに宇宙人潜伏」とミライの正体をマスコミに暴露し、ミライの正体を知っていながら黙っていたGUYSまでグルだと非難。サコミズの演説中も「声援して勝てりゃ苦労はしないぜ」と悪態をつく等、恩を仇で返す行動を平然とやってのけた。しかし、最終的にはミライやGUYSを世界中の人々が支持する意向に傾き、GUYSやウルトラマンへの信頼は絶対的なものとなるという、自分の意図とは逆の展開となってしまい、愕然。結果的に自分自身が世間に対して、面目を失うというしっぺ返しを受ける羽目になった。
ジングウジ・アヤ
第43話・第44話・劇場版に登場するタケナカ最高総議長の孫娘である海洋学者。年齢22歳。詳しくはウルトラマンメビウス&ウルトラ兄弟#ジングウジ・アヤを参照。
シキ査察官
第48話に登場する日本政府・国家安全保障局局員（GUYSの人事に介入する権限を持つ政府機関）。日本政府の方針でミライ＝メビウスの日本政府への引渡しとサコミズの総監辞任を要求する。
国家に対して非常に忠実であり、当初のリュウと同様に「地球は人間の手で守らねばならない」という意識が強く、それゆえに宇宙人であるミライの正体を知りながら、地球防衛の為に共闘していたGUYSに対して半ば非難するかのような物言いをしたり、ミライの身柄引き渡しを拒むGUYSの姿勢を冷笑して「仲良し組織」と揶揄し、身体を動かすことすら危険な状態に陥っているミライの体調を顧みずに政府機関へ連行しようとするなど、その態度と言動は強引かつ冷徹非情なものに見える。しかし、すべては国（の上層部）の意志に基づいたものであるため、政府の方針さえ変われば特にそれ以上の強固な姿勢を示そうとはしない。
最終的に人類がエンペラ星人の要求に背き、国家安全保障局長官から「メビウス引渡しの拒否」の決断を電話で知らされると、素直にその意志を汲んで撤退した（それに伴い、サコミズの辞任も撤回された）。

## ウルトラマンメビウス
ウルトラの父からの命を受け、地球防衛に就いた宇宙警備隊のルーキー。ウルトラマンタロウを師と仰いでおり、変身巨大化時のポーズや戦闘スタイル、使用技などにタロウとの共通点が見られる。
ウルトラゾーンに飲み込まれつつあった地球人の青年バン・ヒロトをモデルに自らヒビノ・ミライの姿となり、ディノゾールとの戦いで一度全滅したCREW GUYSに、新生クルー第1号として入隊。
当初はルーキーということもあって戦い方に未熟な部分が垣間見られ、GUYSから反感を買われることもあったが、彼らとともに戦いながら成長していった。
第29・30話で、地球ではミライの姿で行動していることをGUYSに知られてからも、彼らとともに戦い続けたと同時に、他のウルトラ戦士と邂逅するごとにその戦士の特徴を受け継ぎ、技や攻撃方法の幅を広げていった。第50話でエンペラ星人を倒した後、ウルトラ兄弟の一員となっている。
2006年4月15日に横浜スタジアムにて行われた横浜ベイスターズ対読売ジャイアンツ戦で、光の国にある宇宙警備隊野球部のエースだったことが明かされている。
後の『ウルトラマンタイガ』ではタイガから兄弟子と仰がれている。
デザイン・造型
デザインは丸山浩が担当し、2005年10月に完成。『ウルトラマンネクサス』のベースデザインの一つである「ULTRAMAN-Z」が原案となっている。顔のデザインのモチーフはツシマヤマネコ。また一部では、没デザインが『ウルトラマンマックス』のウルトラマンゼノンに流用されたという説が流れているが、それは丸山によって否定されている。メビウスインフィニティー以外の強化形態のデザインは、イラストではなく写真着色したものが用いられている。
メビウスはウルトラ兄弟と共演することを前提としていたため、ウルトラ兄弟と並んだ時にあえて浮くようにデザインされている。また、近年のウルトラ戦士との差別化として額にビームランプを設けていない。
胸回りのプロテクターは、「FRPのような外観と硬質ウレタンのような軟性を両立したスキンフレックスが用いられている」と記述している資料もあるが、実際にはカットしたウエットスーツ生地を使用している。ひし形の窓のようなカラータイマーに覆われた半球面のカラータイマーというデザインはこの素材の使用によって実現した。若いウルトラマンであるメビウスの裏設定として装甲を纏った状態のものがデザインされ、肩と脛の金色のパーツが外れた「メビウス・アーマーアウト」と呼ばれたものがデザインされたが、デザイン画のみに留まっている。胸部の黒いアウトラインと膝周りは生地を貼って凸状になっているのはその名残である。
設定には用いられていないが、丸山は表面のひし形のカラータイマーの下に他のウルトラマン同様の半球面のカラータイマーがあると想定しており、分割線が開いて丸いカラータイマーが現れるというギミックを構想していた。初期案ではメビウスブレスのクリスタルサークルがカラータイマーの役割を担うという設定で、ボディにカラータイマーのないデザインも描かれていたが、立ち回りの際にその衝撃でLEDが消えて撮り直しになってしまうため、没となった。
その他
掛け声はメビウスの成長を示したいという監督のアベ・ユーイチの要望で第23話からは逞しくなった。

### データ
- 年齢：6,800歳（人間換算で大学1年生）[30]
- 活動時間：3分[31]

| 名称                         | 身長        | 体重       | 飛行速度 | 走行速度              | 水中速度  | 潜地速度  | ジャンプ力 | 腕力                   |
| ---------------------------- | ----------- | ---------- | -------- | --------------------- | --------- | --------- | ---------- | ---------------------- |
| ウルトラマンメビウス         | ミクロ‐49 m | 3万5,000 t | マッハ10 | マッハ2               | マッハ3   | マッハ2   | 780 m      | 9万 t                  |
| メビウスブレイブ             | ミクロ‐49 m | 3万5,000 t | マッハ10 |                       |           |           |            |                        |
| メビウスバーニングブレイブ   | ミクロ‐49 m | 3万6,000 t | マッハ10 |                       |           |           |            |                        |
| メビウスフェニックスブレイブ | ミクロ‐49 m | 3万6,000 t | マッハ10 | マッハ25              | マッハ8   | マッハ6.5 | 2,200 m    | 18万 t                 |
| メビウスインフィニティー     | 51 m        | 3万6,000 t | 不明     | マッハ9.9（マッハ40） | マッハ8.5 |           | 3,800 m    | 20万 t（握力：19万 t） |

### メビウスブレス
メビウスが地球防衛に就く際、ウルトラの父から授けられた赤い神秘の万能アイテム。本来の姿の際には、常に左前腕に装着されている。中央にはトラックボール状のクリスタルサークルがあり、これに右手を翳して回転させることで、メビウスへの変身をはじめ、変身前後を問わず技や能力の多くを発動できる。
- デザインモチーフは炎[22]。

### 変身プロセス
左腕を構えることで、ウルトラの父から授けられたメビウスブレスを実体化させ、右手でクリスタルサークルを回転させ起動、「メビウース！」と叫びながら左腕を空に上げると、∞状の光に体が包まれて本来の姿であるウルトラマンメビウスに戻る。第50話の最終決戦時と光の国帰還時にはメビウスブレスなしで変身した。

### 必殺技
メビュームシュート
メビウスブレスのエネルギーをスパークさせ、両腕を十字に組んで放つ高熱光線。温度は約10万℃以上とされる。
『ウルトラマンフェスティバル2006』ではウルトラホーンに匹敵するエネルギーを秘めたメビウスブレスに、ウルトラマンのエネルギーをチャージして放つ、メビュームシュートの強化版を使用する。『劇場版 ウルトラマンギンガS 決戦!ウルトラ10勇士!!』では謎の時空城を破壊した。
グリッターメビュームシュート
『大決戦!超ウルトラ8兄弟』にて最後の戦いでグリッター化したメビウスが使用した。

メビュームブレード
メビウスブレスから伸びる光のエネルギー剣で、接近戦において使用する。テレビシリーズでも多用しており、映画『大怪獣バトル ウルトラ銀河伝説 THE MOVIE』では、ベムラーの青色熱光線を切り裂いたほか、ヒカリと共にベリアルとの戦いで剣劇を繰り広げた。序盤から中盤にかけては何度か折れてしまうこともあったが、鋭い切れ味を誇り、終盤では強度も増したようで硬質な怪獣を両断する場面もある。
ライトニングカウンター
左の拳から放つプラズマ電撃。メビウスブレスのクリスタルサークルを回転させてエネルギーを発生させ、引いた腕を正拳突きのように突き出すプロセスを経て放つ。
ライトニングカウンター・ゼロ
ライトニングカウンターを至近距離から放つ高電圧のプラズマ電撃パンチ。命中後に解き放ったエネルギーで大爆発が起き、それで対象を消滅させる。グロマイトやゼットンを倒した。
メビュームダイナマイト
タロウのウルトラダイナマイトと同様の原理で放つ自爆技。本来はウルトラ心臓を持つタロウにしか使えないが、メビウスはメビウスブレスの力により使用可能としている。技の名称はヤプールが名付けた。
- タロウのウルトラダイナマイトとの差別化として爆発まで時間をかけて演出されている。

ライトニングスラッシャー
劇場版『大決戦!超ウルトラ8兄弟』で使用。メビウスブレスから放出したエネルギーで両手を強化させ、突進しながら光の刃となった手刀で敵を切り裂く格闘技。

#### その他の能力
メビウスパンチ
右手にパワーを貯め炎の熱エネルギーを纏い敵にぶつけるものと、そのままストレートパンチを繰り出すものがある。
メビウスキック
空中で使用することが多い。レオとの修行後はジャンプキックを使用することが増える。
メビウスチョップ
連続チョップや脳天に決める一撃、ムカデンダーの角をつかんでの連打やジャンプチョップなど、多彩なバリエーションを持つ。
メビウスピンキック
リフレクト星人を打倒するため、レオに課された特訓で生み出されたキック技。跳び蹴りを防御させた後、そのままきりもみ回転して炎を起こし、防御を突き破って攻撃する。この炎を纏うことにより、バーニングブレイブになることも可能。特訓の中、摩擦熱で薪に火を起こす場面から編み出された。
レオキックはレオの身体能力の高さがその破壊力を生み出すが、そこまで肉体を鍛えていないメビウスは、体を高速回転させて炎を発生させることによりキックの威力を増加させる。
ジャイアントメビウスゥイング
敵の腕や尻尾などを持って数度回転させた後、空中高く投げ飛ばす技。グドンの触手で腕をつかまれた際、その反動を使って自らもともに飛び、戦場を人間のいない場所に移した。
メビウスパワーリフト
重量級の敵を肩に担ぎ上げ、一気に地面に叩きつける技。
ヘッドロック
怪獣や宇宙人との接近戦において、多用した締め技。ボガールモンスに対しては、口から泡を吹かせるほどの怪力で締め上げている。
メビュームスラッシュ
メビウスブレスに右手を添え、右手を前に突き出して放つ破壊光弾。威力は低いが連射可能で時に部位破壊を起こす。ミライの姿でも使用可能で、その際はレッサーボガールの小型種を一撃で倒している。
メビュームピンガー
メビウスブレスに右手を添え、右手を前に突き出して放つ光線。敵の分身能力などを封じる技。
メビウスディフェンサークル
両手を広げて形成する∞の形をしたバリア。障壁は半ば円形にも展開している。主要な防御技であり攻撃によっては反射することもできる。ミライの姿でも使用可能であり、ヤプールから提供された光線銃を自分に向けて発砲してきたヒルカワに対して発動。光線銃を破壊すると同時にヒルカワを吹き飛ばしてダメージを与えた。
メビウスディフェンスドーム
ドーム状のバリア。メビュームシュート発射途中でも使える。
メビュームチャージ
左手に右手を添えて高速回転をし、メビウスリングを発射し十字架を破壊する技。
メビュームストライク
ミライからメビウスへ変身直後にエネルギーの塊となって突撃。CREW GUYSの機体をベロクロンのミサイル攻撃から防ぎ、さらに体当たりしてダメージを与えた。
データ化
自分をデータ化して仮想空間へと突入する。
- このシーンの演出は『電光超人グリッドマン』をオマージュしている。

流星キック
ウルトラマンジャックのものと同様の高度からのジャンプキック。本作品ではマケットゼットンとの戦闘の際、バリアの盲点を突くのにも利用された。
テレポーテーション
ウルトラマンのものと同様の能力。現象もほぼ同じ。寿命が縮まるかどうかは作中では言及されていない。
エネルギー注入
『ウルトラマンメビウス&ウルトラ兄弟』で使用。十字架に拘束されたウルトラ4兄弟へエネルギーを注いだ。
トゥインクルウェイ
映画『大怪獣バトル ウルトラ銀河伝説 THE MOVIE』で使用。光のワームホールを作り、何万光年も離れた場所を移動する。全ウルトラ戦士共通の技。
ウルトラ念力
映画『大怪獣バトル ウルトラ銀河伝説 THE MOVIE』で使用。ウルトラセブンのものと同様。ミライの姿でも使用可能。

#### 他のキャラクターとの合体技
ツインストリームランサー
メビウスとツルギが∞を描くように空中を飛び回り、交互に攻撃する連携技。
ダブルシュートアタック
メビュームシュートとナイトシュートを同時に発射するメビウスとヒカリ（ツルギ）の合体光線。途中で光線同士が絡まる場合もある。
エメリウムメビュームシュート
メビュームシュートとエメリウム光線を同時に放つメビウスとセブンの合体光線。途中で光線同士が合流し、威力が増幅するような描写が見られる。
ダブルパワー
ユリアンと空中でボディを重ね合わせ、回転して体当たりする技。80がいないため、ユリアンがメビウスを呼ぶことで技を出し、ジャッカル大魔王に一撃で体当たりする。
超振動メビュームシュート
レイモンのパートナー怪獣ゴモラの超振動波と、自身のメビュームシュートを合わせて発射する合体光線。
必殺光線一斉発射
複数のウルトラ戦士が光線技を一斉に発射する。映画『ウルトラマンゼロ THE MOVIE 超決戦!ベリアル銀河帝国』でデルストの大群を倒した。

### メビウスブレイブ
ヒカリから託されたナイトブレスで、メビウスがタイプチェンジした強化形態。左腕を立てナイトブレスを呼び出し、それをメビウスブレスの上部に合体させてナイトメビウスブレスにすることでメビウスブレイブとなる。
胸に金色のラインが発生しているほか、体色も微妙に変化している。戦闘時には、ナイトメビウスブレスから現れる強化された光の長剣メビュームナイトブレード（ナイトブレード同様の特徴を持つ）を使用する。
第35話でナイトブレスをヒカリに返却したため、メビウスの各強化形態の中で、唯一劇場作品やOVに登場していない。
メビュームナイトブレードを用いた光剣技
ブレードオーバーロード
メビュームナイトブレードから放つ必殺技。瞬間的に長大な光剣を形成し敵を∞の形に切り裂く技。
バッシブレードアタック
メビュームナイトブレードで、敵の攻撃を弾いて打ち返す防御技。
スピンブレードアタック
空中に跳躍して自ら横回転しながら敵に突進し、そのまま敵の体を斬り裂く必殺技。
ブレードシュート
メビュームナイトブレードから発射する必殺光線。
ブレードスラッシュ
メビュームナイトブレードの剣先から半月状のカッター光線を放つ。
アクティブレードアタック
敵に向かって突進し、すれ違いざまにすばやく∞の形に斬り裂く必殺技。腕を負傷していても使用出来る模様。
メビュームナイトブレードアタック
メビュームナイトブレードで空中に∞（無限大＝メビウスの帯）の形を描き、出現した光輪を敵めがけて超高速で撃つことで、体を貫く技。

### メビウスバーニングブレイブ
第30話より登場したメビウスの進化形態。GUYS隊員たちとの熱い友情の思いをエネルギーに変えて体内から溢れ出たエネルギーが、高熱火炎となって転身した「燃える勇者」。胸と背には仲間たちとの友情の証の象徴として、ガンフェニックスのペイントやリュウとミライのメモリーディスプレイと同様の、金色のファイヤーシンボルが刻まれている。
身体能力が飛躍的に向上しており、劇場版・OVなどでも出場が多い。また、炎を発することに由来するのか高熱に耐えうる力を持っており、OV『ウルトラマンメビウス外伝 ゴーストリバース』では炎の谷を唯一通れる宇宙警備隊のウルトラ戦士とされている。
- デザインモチーフは初代ウルトラマン[22]。

必殺技
メビュームバースト
メビウスブレスから発生した炎のエネルギーを胸の部分に集中させて、巨大な火球を敵に放つ。初登場となる第30話にて、強大な再生力を有するインペライザーを一撃で破壊した。その後も様々な強敵を撃破してきたが、グローザムには冷気でかき消されて 無効化されてしまった。
バーニングメビウスピンキック
メビウスピンキックのバーニングブレイブ版。通常とは少し異なり、こちらは相手に飛び込む時からきりもみ回転し、メビュームバーストと同様の炎を纏い攻撃する。キック力で蹴り飛ばす技ではなく、命中した相手をドリルのように貫通する技となっており、これを受けた敵は概ね大穴をあけることになる。
バーニングメビュームダイナマイト
メビュームダイナマイトのバーニングブレイブ版。威力も通常の倍であるが、その分自分へのダメージも大きい。映画『大怪獣バトル ウルトラ銀河伝説 THE MOVIE』でもベリュドラに、『劇場版 ウルトラマンギンガS 決戦!ウルトラ10勇士!!』ではエンペラ星人（エタルダミー）を倒した。タロウのウルトラダイナマイトと同等の威力を持つ。

### メビウスフェニックスブレイブ
第50話で初登場。1度消滅させられたメビウスとGUYSのメンバー（リュウ・マリナ・ジョージ・コノミ・テッペイ）とヒカリが一体化した最終・最強形態。リュウに装着されたナイトブレスとGUYSのメンバーの友情が起こした奇跡の姿で「不死鳥の勇者」。
ファイヤーシンボルを模した、赤・青・金・銀の非常に派手なカラーリングが特徴。両肩には金の突起物も生えている。メビウスブレス・ナイトブレスを共に有するという点でメビウスブレイブと同様だが、そちらが左腕に合体させたブレスを装着しているのに対し、こちらは両腕にブレスが振り分けられている。
初登場時は直後にメビュームナイトシュートの照射となったため格闘を披露することはなかったが、アーマードダークネスとの戦闘時には格闘だけでなく刀剣を使った戦闘まで披露している。
- デザイン画では、「ライトニングブレイブ」という名称もあった[23]。
- GUYSメンバーが合体してメビウスがパワーアップする案は企画初期から存在していた[5]。途中、サコミズとゾフィーのように他のGUYSメンバーが歴代ウルトラマンに変身するという展開も有力案となっていたが[注 34]、ウルトラ兄弟の力を借りるよりもGUYSの仲間たちの想いを結集することが作品のテーマに相応しいとして当初の予定通りとなった[5]。

必殺技
メビュームナイトシュート
メビウスブレスとナイトブレスと仲間の全エネルギーを解放し、十字に組んで発射する破壊光線。腕をL字にずらすと威力を上げることができる。上半分がメビュームシュート、下半分がナイトシュートと同じ光粒子で構成される。劇中ではスペシウム・リダブライザーで威力を増幅したため、本来の威力は不明。
外伝OV『ウルトラマンメビウス外伝 アーマードダークネス』STAGE2ではアーマードダークネスに対して使用し、ダークネスブロードの斬撃によって付けた傷口に照射することでアーマードダークネスの撃破に成功している。このときは最初から腕の組み方がL字であったほか、スペシウム・リダブライザーを介していない。
メビュームフェニックス
メビウスブレスとナイトブレスを使い自らの肉体をエネルギー化し、高熱火炎となり敵に直撃・粉砕する本形態最大の技。劇中ではメビュームナイトシュートと同じく、スペシウム・リダブライザーを通してリタブライザー諸共破壊してから命中したため、本来の威力は不明。この技がとどめとなりエンペラ星人に勝利する。
メビュームツインソード
メビウスブレスとナイトブレスからそれぞれ光剣を出し、二刀流で敵を攻撃する技。メビウスで唯一右腕でも光剣を使う技。元はウルトラマンフェスティバルのライブステージで使用した技で、技名は大怪獣バトルRRにて付けられた。

### 本作品以外で登場する形態
メビウスインフィニティー
グリッターバージョン

### 関連する能力を持つ戦士
ウルトラマンギンガビクトリー
ウルトラマンオーブ バーンマイト
ウルトラマンオーブ メビュームエスペシャリー
ウルトラマンジード ブレイブチャレンジャー
ウルトラマンジード ファイヤーリーダー

### ウルトラマンメビウスのゲスト出演
『ウルトラマンゼロ THE MOVIE 超決戦!ベリアル銀河帝国』までは本作品同様、五十嵐隼士がメビウスの声を担当していたが、五十嵐が2013年に芸能界を引退したため、『劇場版 ウルトラマンギンガS 決戦!ウルトラ10勇士!!』以降の作品ではメビウスのセリフを声優の福山潤が担当（セリフではない効果音声は以前の五十嵐の声を加工したものを流用）。
OV『ウルトラマンメビウス外伝 アーマードダークネス』
エンペラ星人の遺産・アーマードダークネスを追って再び地球に訪れ、折しも再集結した隊員たちと力を合わせて立ち向かった。
映画『大決戦!超ウルトラ8兄弟』
赤い靴の少女に導かれ、ウルトラマンの存在しないパラレルワールドに迷い込む。
時系列はテレビシリーズ第32話の直前と位置づけられている。
- 着ぐるみは新規造形。

映画『大怪獣バトル ウルトラ銀河伝説 THE MOVIE』
主要キャラの1人として登場。冒頭でベムラーを倒した後、ウルトラマンベリアルによって光の国が壊滅状態に陥った際に難を逃れ、ウルトラマンやセブンからの指示で地球のレイオニクス・レイのもとに向かい、協力を仰いだ。レイを連れて光の国に戻った後は、ハヤタ＝ウルトラマンやモロボシ・ダン＝セブンと合流し、怪獣墓場に向かってベリアルが復活させた怪獣軍団と戦った。
映画『ウルトラマンゼロ THE MOVIE 超決戦!ベリアル銀河帝国』
ウルトラマンゼロがアナザースペースに旅立つ際に他のウルトラ兄弟とともにエネルギーを分け与え、光の国を襲ったダークロプス軍団を迎え撃った。
映画『劇場版 ウルトラマンギンガS 決戦!ウルトラ10勇士!!』
『ウルトラマンオーブ』
直接登場していないが、かつてマガバッサーを封印していた。メビウスのフュージョンカードは、第1話でマガバッサーが倒されると同時にクレナイ・ガイの手に渡った。第3話以降、オーブがバーンマイトに変身する時にイメージとして登場。
第25話ではフュージョンカードの絵柄が実体化した（メビウス本人が登場したわけではない）。
『ウルトラマンジード』
第1話に登場。他のウルトラ兄弟やゼロ、宇宙警備隊訓練生とともにベリアルと戦った。
『ウルトラマンタイガ』
直接登場していないが、第0話やボイスドラマ第1・2話でその存在について言及されている。前述のようにタイガとは兄弟弟子の関係にあり、彼にGUYSクルーのことを話していた。また、本作品の第50話で光の国に帰還後、地球人との寿命の違いに思い悩んでいたことも明かされた。
Webドラマ『ウルトラギャラクシーファイト 大いなる陰謀』
Chapter.3『明かされし野望 -The Appearance-』に登場。ヒカリたちと共に全宇宙を揺るがす事件へと挑む。

## ウルトラマンヒカリ / ハンターナイトツルギ

### データ（ヒカリ）
セリザワ・カズヤが、万能アイテム・ナイトブレスに短剣・ナイトブレードを差し込むことで変身する地球に現れた青いウルトラマンで、初めて鎧を身に着けている。M78星雲出身の青いウルトラマンは別名「ブルー族」と言われ、設定自体は昭和ウルトラシリーズにも存在したが、実際に登場したのは初。劇中では青いウルトラマンが地球人に認知されていなかったため、彼らから非難を浴びせられる姿も描かれている。戦闘に長けた赤いウルトラ族に比べると青いウルトラ族は研究向きとされるが、必ずしも色で仕事が決められるわけでないようであり、ヒカリは文武両道である。
かつてはM78星雲の宇宙科学技術局に所属する研究者だった。光の国の超人たちには地球人の考える意味での名前がないらしく、「ヒカリ」という名はリュウが付けた地球における名称（レジストコード）である。『ウルトラマンメビウス外伝 ヒカリサーガ』のDVDに付属するイラストノベル「ザ・ウルトラマンヒカリ」によれば、「命を固形化し対象を生き返らせる」技術を発明したのはヒカリであるという。
後の『ウルトラマンジード』のウルトラマンジードの変身アイテムである「ウルトラカプセル」や『ウルトラマンZ』のウルトラマンゼットの変身アイテムである「ウルトラゼットライザー」は、ヒカリによって開発されている。
デザイン・造型
デザインは丸山浩が担当。ツルギをデザインした後にヒカリのデザインを手掛けており、当初はツルギは鎧を纏ったものとは想定されていなかったうえ、デザイン画では「ウルトラマン剣（ツルギ）」という名前で描いていたとのこと。
ツルギのデザインは丸山が2003年に描いたミラーマンのリブートデザインが元になっている。
角はメビウスと並んだ際にシルエットで差別化できるように設けられ、顔はツルギのバイザーが開いて現れるというギミックも検討されていた。また、角の形状イメージは『ウルトラマンネクサス』で未登場となったダークルシフェルからの流用である。
カラータイマーは、M78星雲由来のウルトラマンであるため、別パーツで半球面のカラータイマーを覆っている。

### ナイトブレス・ナイトブレード
ナイトブレスは、ヒカリが惑星トワールにいたウルトラマンキングから授かった青い神秘の万能アイテム。ヒカリ/ツルギの右前腕に常に装着されている。メビウスのメビウスブレスと同様に変身前・変身後を問わず形が変わらず、変身機能やヒカリの力を増幅させる能力を持ち、ヒカリの技の多くを発動させる役割を持つ。
ナイトブレードはセリザワが常に携帯している金色の刃を持つ短剣で、変身前の護身用武器として使用し後述のブレードショットを放つこともできる。
ナイトブレスとナイトブレードは、中盤で一時的にメビウスに託されたが、後に地球を再訪した際に、ミライからセリザワへ返上された。さらに第50話では、エンペラ星人の放ったレゾリューム光線を受け消滅してしまったメビウス＝ミライを復活させているほか、ヒカリの力を得たリュウがGUYSの仲間たちとメビウス・フェニックスブレイブに変身する際にナイトブレスとナイトブレードを使用している。
- 剣をモチーフとしたデザインやギミックはツルギの名称から発想された[22]。

### 変身プロセス（ヒカリ）
セリザワが変身を決意し、拳を握った右腕を胸の前にかざすと、右腕にナイトブレスが実体化。左手でナイトブレードをナイトブレスに差し込むとナイトブレスから眩い光が放たれてセリザワを包み込み、変身が完了する。この変身プロセスは、ツルギとして活動していた時も、本来のヒカリに戻って以降も共通である。
ハンターナイト ツルギ
ウルトラマンヒカリが「アーブギア」を装着した白銀の騎士。『ヒカリサーガ』のSAGA1（以降、“SAGA”と付いた記述は全て『ヒカリサーガ』）で、研究者時代に見守り愛していた惑星アーブがボガールに滅ぼされ、アーブの知性体の怨念が宿った伝説の鎧「アーブギア」として纏い、「ハンターナイト ツルギ」となり、復讐のためボガールを倒すことだけに生きると決意する。
その後、地球で活動するために死亡寸前だったセリザワの意識と身体を乗っ取り、ボガールと戦い続けていた。しかしリュウやミライと接触し、当初は地球のことは考えていなかったが、彼らとセリザワの潜在意識の説得で“ウルトラの心”を取り戻す。ボガールモンスとの最終決戦で復讐を遂げるが、エネルギーを使い切り息絶える（以降はヒカリの項を参照）。
アーブギアには、アーブの知性体の怨念から生まれた“復讐の鎧”と、再びアーブを訪れたヒカリの正しき心にアーブの大地が共鳴して生まれた“勇者の鎧”の2種類がある。SAGA3で自らの意志で勇者の鎧を装着し、この姿に変身できるようになるが、鎧はエンペラ星人との戦いで破壊された。

ウルトラマンヒカリ
エネルギーを使い切ったツルギがウルトラの母の力により復活した真の姿。胸にはカラータイマーとスターマークが付く。ボガール亡き後も頻出し続ける怪獣の脅威から地球を放って置けず戦い続けるが、中盤でリュウやミライの成長を認め、メビウスにナイトブレスを託し地球を去る。
SAGA2でゾフィーに宇宙警備隊へとスカウトされ宇宙警備隊員となった後、ババルウ星人を追って再度地球に飛来。ババルウ星人を倒した一件で、一般の人々にも“正義の味方”と認められた後、地球に迫る危機の原因を究明すべく再び宇宙へ旅立つ。終盤では太陽に現れた異常を発見し、地球でエンペラ星人と対決した後、光の国へ帰って行った。

#### 必殺技（ヒカリ）
ナイトシュート
ナイトブレスのエネルギーを開放し、両手を十字（メビュームシュートとは逆に、右手が前になるように構える）に組んで放つ必殺光線（ナイトブレスなしでも発射できる）。メビュームシュート以上の威力を持ち、ヒカリの姿に戻ってからはさらに威力が上がっている。
勇者の鎧を纏ったヒカリのものは、それまでの青色と違い虹色の光線となっている。
ナイトビームブレード
ナイトブレスから伸ばす光の剣で、メビュームブレード以上の切れ味を持つ。
ブレードショット
ナイトビームブレードの剣先から放つ光刃。セリザワの姿でも使用可能で、その時はナイトブレードから発射している。
ホットロードシュート（SAGA2）
両手を上下に広げて放つ必殺の破壊光線。一時期ナイトブレスをメビウスに託した際に使用した。

#### その他の能力（ヒカリ）
ホットロードフラッシュ（SAGA1）
ウルトラマンキングから与えられた試練の時に発したエネルギー光線。惑星トワールの雷雲を消滅させ、空を晴らした。
ナイトパンチ
ベムスターへの正拳突きや、サラマンドラに対するジャンプしてのパンチなどのバリエーションを持つ。アーブギアをまとった状態で放ったパンチは、ババルウ星人を吹き飛ばした。
ナイトチョップ
ディノゾールリバースやベムスターへの連続チョップのほか、唐竹割り、サラマンドラに対する逆水平チョップなどのバリエーションを持つ。アーブギアをまとった状態で放った、ジャンプしてのババルウ星人の持つ刺又状の武器を、真っ二つに切断した。
ナイトキック
ディノゾールリバースへの前蹴りや横蹴り、空中回し蹴り、膝蹴り、グロマイトに対する前転してのかかと落としなど、多彩なバリエーションを持つ。コダイゴンジアザーに対しては急降下キックを成功させたが、回し蹴りは跳ね返されてしまった。
ツインストリームランサー
敵の周りをメビウスとともに、∞を描くように飛び回り交互に攻撃を加える技。ボガールモンスに繰り出し、大きなダメージを与えた。
ウルトラブロッカー
怪獣墓場において、ウルトラマンエースやウルトラマンタロウ、メビウスとともに、ギガバトルナイザーの力を封印するために放った合体光線。
必殺光線一斉発射
複数のウルトラ戦士が光線技を一斉に発射する。映画『ウルトラマンゼロ THE MOVIE 超決戦!ベリアル銀河帝国』でデルストの大群を倒した。

### 関連する能力を持つ戦士（ヒカリ）
- ウルトラマンオーブ ナイトリキデイター
- ウルトラマンオーブ ブレスターナイト
- ウルトラマンジード アクロスマッシャー
- ウルトラマンジード フォトンナイト

### ウルトラマンヒカリのゲスト出演
- 映画『大怪獣バトル ウルトラ銀河伝説 THE MOVIE』
- 映画『ウルトラマンゼロ THE MOVIE 超決戦!ベリアル銀河帝国』
- テレビシリーズ『ウルトラファイトビクトリー』
- テレビシリーズ『ウルトラマンジード』
- Webドラマ『ウルトラギャラクシーファイト 大いなる陰謀』

## 歴代ウルトラマン
怪獣頻出期の地球に出現（昭和ウルトラシリーズに登場）したウルトラマンたち。ほとんどが宇宙警備隊の隊員で、地球のみならず宇宙の平和を守っている。初代マン、セブン、ジャック、エース、タロウ、レオ、80、ユリアンの8人はメビウスやヒカリ同様、地球人に姿を変えたり地球人と一体化して防衛チームに所属し、怪獣や宇宙人から地球を守った（ユリアンを除いた7人にゾフィーとアストラを加えた9人は、「ウルトラ兄弟」と呼ばれている）。各キャラクターの詳細は各リンク先を参照。
- ウルトラの父
- ウルトラの母
- ゾフィー
- ウルトラマン / ハヤタ・シン
- ウルトラセブン / モロボシ・ダン
- ウルトラマンジャック / 郷 秀樹
- ウルトラマンエース / 北斗 星司
- ウルトラマンタロウ
- ウルトラマンレオ / おおとり ゲン
- アストラ
- ウルトラマン80 / 矢的 猛
- ユリアン

## GUYS / CREW GUYS
25年前に当時の防衛隊であるUGMが解散した後、10年かけて各国が協調して設立した新たな対怪獣防衛隊。名はGuards for UtilitY Situation（あらゆる状況に対応する防衛隊）の頭文字をとり、「ガイズ」と読む。総本部はニューヨーク沖にあり、各国のGUYS支部にはそれぞれ実戦部隊であるCREW GUYS（クルー ガイズ）が配備。この他にも公海の防衛を担当するGUYSオーシャン、大気圏外の宇宙圏を防衛するGUYSスペーシー、南極圏を防衛するGUYSアンタクティカが存在。
科学特捜隊の隊員だったサコミズ・シンゴの冥王星軌道上での体験（サコミズの項を参照）が、GUYS結成のきっかけである。GUYSが結成時点の地球は怪獣や宇宙人の攻撃が再開されておらず、これらの脅威に対する実戦は第1話が初めてとなった。
日本ではGUYSの適性試験は16歳から誰でも受けることができるため、劇中でも合格ライセンスを取得している民間人も存在するが、25年も怪獣が現れなかったことからその認識は「受験や就職などに便利な資格のひとつ」程度に捉えられ、取得後GUYSに入隊する者は実際にはごくわずかである。
GUYSの隊員（クルー）は命令を受けた際、「了解」の意味で「GIG（ジーアイジー）」という符丁を用いる。これは「GUYS IN GREEN」の略語である。また、出撃の際には隊長が「GUYS, sally go（ガイズ、サリーゴー）」と号令をかける。
GUYS総本部のデータベースには、過去に活躍した防衛チームと戦った怪獣や宇宙人の情報が収められている。それらのデータは「アーカイブドキュメント」と呼ばれ、歴代チームの名を冠したドキュメントファイルに分類・保管されている。また、これとは別に「アウト・オブ・ドキュメント（Out of Document）」が存在し、「ドキュメントSSSPへの分類以前（『ウルトラQ』の時代）」や「MAC全滅後〜UGM設立までの5年間（主に円盤生物）｣などの防衛チーム不在期間に出現した怪獣・宇宙人の情報が保存されている。また、小説版『アンデレスホリゾント』では「ドキュメント・フォビドゥン（Document Forbidden）」が登場し、地球人側の過失によって起こった事件やそれに伴って出現した怪獣・宇宙人に関する情報が保存されている。これらは俗にいう暗部に当たる記録であり、「意図的に隠蔽しているわけではなく受け手によってはデリケートな反応を起こす場合もある」、「人類はいつも正しい道だけを歩いてきたわけではない」などの理由から、該当する各ドキュメントには隊長以上の資格を持つ者にのみ、閲覧が許可される厳重なアクセス制限が設けられ、アーカイブドキュメントの中でも慎重に扱わなければならない、GUYSおよび全人類にとって最重要レベルの機密事項となっている。
怪獣や宇宙人（ウルトラマン含む）が出現した際には「レジスト（レジストレーション）コード」と呼ばれる地球名をつける。また、アーカイブドキュメントに登録されている怪獣・宇宙人の場合は登録されている名前をそのままレジストコードとして使用する。
- 当初は未熟なイメージが込められた「BOZ（ボーズ）」というチーム名であった[11]。メビウスが若いルーキーであることから、周囲の人間は少し大人な人間の方がいいと思い、当初は前述のように企画書に基づかない優れた五感があるというキャラ設定が作られていた[11]。

### CREW GUYS JAPAN
本節では、作中でのメンバーの入れ替わりなどを説明する。
テレビシリーズ第1話以前
セリザワを隊長に活動していたが、25年ぶりに現れた怪獣ディノゾールとの戦闘でリュウを除いて全滅。
テレビシリーズ第1話以降
サコミズを新隊長に、リュウに加えてミライと彼が民間人からスカウトした4人の新メンバーで編制される。#CREW GUYSの項を参照。
テレビシリーズ最終回（第50話）以降
メビウス＝ミライが光の国に帰還後、サコミズが総監職に戻って他のメンバーも本来の職に復帰したため、リュウが隊長になって『アーマードダークネス』や『アンデレスホリゾント』に登場したハルザキ・カナタを始めとするリュウが選別したメンバーで構成される。

### GUYS JAPANベース
関東地方の都市郊外に存在する、GUYS JAPANの活動拠点。広大な敷地内には、フライトモードに変形可能な基地のシンボルであるキャリアベース、フェニックスネストが置かれている。地下部分には動力室や、GUYSガンフェニックスとGUYSガンスピーダーの地下格納庫、アライソの整備長室、マケット怪獣実体化時に起動する粒子加速器があり、地上部分にはシルバーシャークGを2基配備している。ほかにも、総監室やクルーの私室、休憩室といった居住スペース、救護室、メテオール兵器研究室、食堂、室内プール、武道場、リラクゼーション施設など、クルー用の様々な設備が完備されている。様々な怪獣や侵略者の襲撃を受けたことも多い。また、『アンデレスホリゾント』にはJAPANベース所属の部署として治安部や調査部、車両部などが登場している。

### 武器・装備
GUYSスーツ
黄色と灰色を基調とした配色のツーピースの隊員服で、身体能力のパワーアシスト機能と生命維持機能、優れた耐熱、耐寒、耐G、防弾性を備える。男女でデザインが異なり、女性はスカート仕様だが、マリナは男性同様パンツスタイルであり、一部も各隊員の個性で変更されている。隊長のもののみ襟が白く、他の隊員たちは赤い。
- デザインは酉澤安施が担当。プロデューサーの渋谷からの襟の開閉が可能なブレザータイプという要望をもとに、最終的には科学特捜隊とウルトラ警備隊の折衷したイメージでまとめられた。酉澤は科学特捜隊のようなオレンジ色を想定していたが、相当する色が革の素材になかったために黄色が選ばれた。

GUYSメモリーディスプレイ
GUYSの隊員証でもある小型モバイルパッド。GUYSスーツの左胸部分に差し込んで携帯し、通信や映像解析に使用する。その他にも、マケット怪獣の実体化機能やトライガーショットとの連携機能、データ検索やガンスピーダーの起動認証機能、音叉型装置の装着など様々な用途で使用される。リュウの物に描かれたファイヤーシンボルはセリザワが描いたもので、リュウの物と第30話以降のミライの物にはファイヤーシンボルが描かれている。
- プロデューサーの渋谷によるコンセプトは「友達同士の思い出が溜まる生徒手帳」。
- デザインはDOCOMOの携帯電話P900ivであり、デザイナーの丸山が自身のツイッターで発言。

GUYSメット
任務時に被る光線や弾丸を弾き返す強化ヘルメットで、GUYSスーツと同様の機能・性能に加え、各種インターフェイスを内蔵している。
- デザインは酉澤安施が担当。

トライガーショット
用途に応じ、中心部のトリプルチェンバーと呼ばれる3連シリンダーを回転させて使用するマルチビームガン。レーザービームや火炎弾、メテオール弾を連射可能な通常モードのハンディショットから、バレルを伸ばした遠距離モードのロングショットに変形させることも可能。ロングショットは射程とレーザーなどの破壊力は上がるが連射性能は落ちる。後部にコネクタを接続することで、シルバーシャークGの射撃装置としても使用可能。
- レッドチェンバー：アキュートアローという赤いビームを発射できる。3つの中では最も使用頻度が高い。
- イエローチェンバー：バスターブレッドという黄色い高エネルギー火球を発射できる。
- ブルーチェンバー：様々な種類のメテオール弾を発射できる。通常時は「キャプチャーキューブ」が搭載されている。

映画『大怪獣バトル ウルトラ銀河伝説 THE MOVIE』でもミライが使用している。
- デザインはGUYSのイメージに合わせて銃器ではなくアウトドアツールのようなスタイルとなっている。

マケットアタッシュ
GUYSタフブック登場以前に使用されたマケット怪獣用の転送端末（アタッシュケース型）。詳細については#超絶科学メテオールを参照。
メテオールショット
メモリーディスプレイを後部にセットすることでロックが解除され、初めて使用可能になるメテオール弾専用の小型銃。詳細については#超絶科学メテオールを参照。
GUYSタフブック
ノートパソコン型ツール。ベースはパナソニック製のノートパソコン、『タフブック CF-18』である。劇中での詳細については#超絶科学メテオール、ベース機の特徴についてはTOUGHBOOKを参照。
シンクロトロン砲
遠隔操作式の大型火砲で口径は1,200ミリ。怪獣要撃衛星に搭載されている単装の物の他、地上で固定砲台として運用される6連装の物（見た目はミサイルランチャーに近い）も存在し、第10話ではボガールモンス攻撃のために無人島に、第49話ではインペライザー迎撃のためにGUYS JAPANベースに配備された。なお、「シンクロトロン」の本来の意味は粒子加速器の一種である。
特殊磁場発生装置
GUYSオーシャンが展開したバリアの一種。第10話でボガールモンスを閉じ込めるために使用された。メテオールによって作られたものではないため、1分間以上の起動が可能。
宇宙機雷ライトンR30マイン
宇宙から地球に侵入する外敵の進行を阻むため、地球近傍に敷設されている宇宙機雷。『ウルトラセブン』でウルトラ警備隊が用いてキングジョーの機能を停止させた“ライトンR30爆弾”が原型で、1基で怪獣1体を消滅させるほどの威力がある。第11話にて地球に向かうディノゾールの大群がこれによる機雷網に接触し、1体を除く群れ全体を変針させた。
シルバーシャークG
GUYSスペーシーの怪獣要撃衛星、そしてGUYS JAPANベースに2基配備されていたビーム砲台。『ウルトラマンA』に登場したTACの光線砲シルバーシャークの拡大改良型で、彗星を一撃で粉々にするほどの威力を持つ。GUYS JAPANベース配備のものはマニュアル操作で動かす型で、ザムシャーなどの飛来で駆動系が故障した際は、隊員たちがトライガーショットを用いて自ら射撃のコントロールを行った。
高分子プラスター爆弾
宇宙ステーションの修復用に開発された接着剤爆弾。微小な硬化剤カプセルが無数に混入されたもので、遠隔操作で硬化タイミングをコントロールすることが可能。試験開発中の物であるため、一発しか存在しない。ミサイルとしてガンウィンガーに搭載され、コントロールはフェニックスネストから行われる。第18話でベムスターの腹部の口（吸引アトラクタースパウト）を塞ぐのに使用された。
AZ2006
第31話にて地球に侵入した円盤迎撃のために展開した大型ミサイル。莫大な破壊力を一点に集中させるタイプのミサイルで、移動式発射台に搭載されている。『ウルトラマンタロウ』でZATがムルロアを倒した“AZ1974爆弾”の改良型。

### メカニック
地上車両は上層部が使う公用車、地上作戦に用いられる電源車と思しき車両、終盤に登場した戦車（後述）以外登場せず、地上での作戦行動には仮設テントが用いられている。
- メカニックのデザインは、「ひよっ子たちが成長する物語」であることから鳥をモチーフとしている[73]。

フェニックスネスト
GUYS JAPANベースのシンボル。本体のヘッドブリッジ最上階に、CREW GUYSのメンバーが常駐する作戦司令室・ディレクションルームが置かれ、この司令室はシルバーシャークGの射撃管制中枢機能を有すると同時に、フライトモード時には操縦モードへと移行してメインコクピットとなる。GUYSガンスピーダーをGUYSガンフェニックスへ搭載する機能を持ち、GUYSガンフェニックス出撃時にはフェニックスネスト前の2基のパネル・ブレスト・リフレクターがせり上がる。地下の基地本体と分離することができ、ベースモードからフライトモードに変形することが可能。
- フィニッシュデザインは大石一雄。建物部分は校舎をモチーフとしている。ベースモードのミニチュアは、背面のディテールを作りこまずに機電のスイッチなどを配置している。

フェニックスネスト・フライトモード
危急存亡時にサコミズ隊長、およびミサキ総監代行の指令により起動するフェニックスネストの飛行形態。大気圏離脱能力・宇宙空間航行能力を有し、最大の武器は主砲のフェニックスキャノン。その存在はGUYS内でも一部の人間しか知らなかった。メテオールを発動することによりディメンショナル・ディゾルバーやフェニックス・フェノメノンなどの強力なメテオール弾の使用が可能。メインパイロットはサコミズ隊長が務め、他の隊員たちがサポートを担当する。

GUYSガンフェニックス
ガンクルセイダーに代わり新生CREW GUYSに配備された速度と航続距離に優れた最新鋭の統合攻撃戦闘機。ミライたちにロールアウト後にファイヤーシンボルのペイント（戦闘で剥がれる度に隊員たちが塗り直している）と名前が機体に施された「俺たちの翼」。合体での運用は移動専用（ただし合体しての攻撃および分離しての出撃も可能）で、前線に到着するとGUYSガンウィンガーとGUYSガンローダーに分離する。また、分離機能を生かして、かつてUGM隊員矢的猛が考案した空中戦闘機動フォーメーション・ヤマトを行ったこともある。
本機は撃墜されても修復され、終盤でガンフェニックストライカーの状態でエンペラ星人の奇襲を受け撃墜されるまで一度も破壊されたことがなかった。エンペラ星人との戦いの後、隊長となったリュウの部屋に隊員たちの名前が書かれた部分が飾られている一方、機体自体は『アーマードダークネス』までの間に修復され、再配備されている。
『アンデレスホリゾント』にはGUYS USA所属機（愛称は「ストライクサンダー」）やGUYS CHINA所属機も登場。JAPAN所属機と同様に、独自のペイントが施されている。
- 彩色設定では、本編よりもガンローダーの横幅が微妙に広い。
- 監督の原口によると、当初は第1話から登場する予定だったが、話の流れから旧機を出すことになり、第2話から登場することになった。

ガンフェニックストライカー
GUYSガンフェニックスの後部にGUYSガンブースターが追加合体した3機合体究極形態。GUYSガンフェニックスに比べ攻撃力や機動力が大幅にアップしている他、膨大な推進力を誇り、独力で大気圏を突破して宇宙空間でも作戦行動することも可能。最大の武器は全砲門からビームを一斉発射するバリアントスマッシャー。メテオールを発動し、ガンフェニックスでは不可能であったマニューバモードへと変形することで機体に金色の粒子を纏わせて突撃し、機体全体よりガンフェニックストライカーの機体シルエット状のエネルギー波を放つインビンシブルフェニックスを使用可能。フルパワーのインビンシブルフェニックス・パワーマキシマムはインペライザーを一撃で完全破壊するほどの威力を持つ。合体完了後は1人だけでも操縦可能。
- デザイン案では上部に合体してビーム砲となる4号機も存在していた。彩色設定では、本編よりもガンローダー部の横幅が広い。

GUYSガンウィンガー
CREW GUYS JAPANの主力戦闘機の1つで、攻撃戦闘機。技術系統としてはMATのマットアロー1号の直系とされる。主な武装は機首両脇の航空機関砲ビークバルカンと主翼の熱線砲ウイングレットブラスター。クルーズモードからマニューバモードに変形することで、3枚のイナーシャルウィング（慣性制御翼）を30度ずつ展開し、ファンタム・アビエイションという分身のような超高速移動（これは全GUYSマシン共通の能力）を行うことができる。また、変形時に展開されるトランスロードキャニスターから、スペシウムを用いた特殊ミサイル・スペシウム弾頭弾を発射することも可能。このスペシウム弾頭弾は的確に命中させれば怪獣を即死させることもできる。通常、ガンスピーダー1がコックピットとして使用される。
- 彩色設定では、機体後部の「CREW-GUYS G-WGR」のマーキングは存在していない。スペシウム弾頭弾のイメージは猛禽類の鋭い爪。

GUYSガンローダー
CREW GUYS JAPANの主力戦闘機の1つで、多用途重戦闘機。主な武装は機首の重粒子ビーム砲バリアブルパルサーと尾翼前方の2連装旋回機関砲ダブルガンランチャー（メテオール弾も発射可能）。クルーズモードからマニューバモードに変形することで、怪獣すら巻き上げる荷電粒子ハリケーンブリンガーファンや、それを応用して霧や有毒ガスなどの気体を吹き飛ばすベンチレーション・ボルテクサー、対象物のエントロピーを低下させる炎の竜巻を発生させるマクスウェル・トルネードを使用可能。通常、ガンスピーダー2がコックピットとして使用され、その後方に予備のGUYSガンスピーダーを搭載することもできる。
- 彩色設定では、「CREW-GUYS G-LRD」のマーキングはなく、本編より機体自体の横幅が広めであった。

GUYSガンブースター
CREW GUYS JAPANの主力戦闘機の1つで、高速追跡戦闘機。東京からニューヨークまで数十分で移動できるほどのスピードを誇る反面、操縦にはかなりの技術を要する。ニューヨークのGUYS総本部から直接駆けつけた。主な武装は機首に装備された2門のビーム砲アルタード・ブレイザーと両翼に搭載された4門のビーム砲で、最大の武器は6門のビーム砲を一斉発射するガトリングデトネイターである。クルーズモードからマニューバモードに変形することで、高エネルギーに包まれた機体を高速回転させて敵の攻撃をはじき返すスパイラルウォールという防御技を使用可能。通常、ガンスピーダー3がコックピットとして使用される。後に配備されたこともあり、ガンウィンガー・ガンローダーと異なりファイヤーシンボルの塗装が行われていない。
『アンデレスホリゾント』には、GUYS USAが独自の改造を施し、エンジン推力を強化したパワード・ガンブースターも登場する。
- マニューバモードは演出時に設定されたため、デザイン画は存在していない。デザイン画ではAWACS・クレーンアーム・荷電粒子砲などの装備バリエーションを設けることも検討されていた。彩色設定では、ブースター部に「CREW-GUYS G-BST」のマーキングは存在していない。

GUYSガンスピーダー
ガイズマシンのコクピット部になるマルチコアポッドで、GUYS JAPANベース内部に格納されている。主な武装は機首のレーザービーム（超音波砲「フォノンメーザー」にも切り替え可能）とミサイル。機体下部にはサイズミックエコーウェーブの放射装置も装備している。単独で飛行艇や潜水艇、地上車両や探査輸送機としての運用も可能。全部でGUYSガンスピーダー1、2、3、EXがあり、1が赤、2が黄、3とEXは銀と機首部分に識別カラーが塗装されている。EXは予備機として普段は使われていない。GUYSガンローダーに2機のGUYSガンスピーダーを搭載して途中で片方を空中発進させることも可能。
- 初期案では飛行機に搭載されるミニカーというコンセプトで車輌としてデザインされており、完成デザインでもアルファロメオ・ナバホをイメージしている。彩色設定では、機体モールドの先端部および後方点面部が実際とは微妙に異なる。

#### ゲストメカニック
ガンクルセイダー
前体制のCREW GUYS JAPANの主力戦闘機。一般機と隊長機の2種類があり、銀色を基調とした機体色だが、セリザワとリュウが搭乗していた隊長機はファイヤーシンボルが描かれており、機首先端部分が黄色である。一般機は両側の主翼の下部に4連装並列型ロケット砲と機体前部左右に2門のロケット砲を、隊長機は両側の主翼下部に5連装ロケット砲と推進装置にあたるウォータージェットをそれぞれ装備している。成層圏飛行が可能で高い性能を持っているとされていたが、25年ぶりに現れた怪獣ディノゾール迎撃のために出撃したが歯が立たず、全機撃墜される。これがガンフェニックスへのメテオール搭載のきっかけとなった。
『アンデレスホリゾント』では、設計を担当したのは成人した坂田次郎だとされている。
- 撮影用ミニチュアは監督の原口智生が私蔵していた『マイティジャック』に登場したコンクルーダーを複製し改造した物。

ガンクルセイダーMX
メテオール搭載のための試験機で、MXは「METEOR EXPERIMENTAL」の略称。機体カラーは黒で、3連装スペシウム弾頭弾ランチャーと機首に一対のピトー管を装備している。GUYSガンフェニックス配備後も、万一のために予備機として整備されていた。

シーウィンガー
GUYSガンウィンガーのGUYS JAPANでの活躍が認められ、改良され正式採用されたGUYSオーシャンの主力戦闘機。機体デザインはGUYSガンウィンガーの色違いでメインカラーは青、ガンスピーダーの先端の色は水色。武装の多くもガンウィンガーと同じである。GUYSガンウインガー以上の機動性を持つ他、潜水艦ブルーウェイルへの帰還時に位置を知られないようにするという目的も兼ねて、空中だけでなく水深100メートル程度までの航行能力を有する。また、離着水能力やワイズ・クルージング機能（WISEとはWing In Surface Effectの略）という能力も持ち、海上近くの高度を飛行することができる。この能力は海上でしか使用できないが、レーダーを無効化し、普通に飛行するより少ない燃料で長い距離を移動することができる。クルーズモードからマニューバモードに変形することで、3発のスペシウム弾頭弾を左右から同時に発射するスペシウム・トライデントを使用可能。
- 機体色は当初青が主体であったが、青では水辺で目立たないことや、反転した際にコントラストを見せるために、黒が主体となった。
- 玩具はガンウィンガーのリペイントであるため、テレビシリーズでは見られなかったガンローダーやガンブースターとの合体も可能である。

ブルーウェイル
GUYSオーシャンの移動司令部でもある大型潜水艦。第38話に登場。高精度な海底探査能力を持ち、位置を秘匿するために常に海底を移動しており、めったに浮上することは無い。シーウィンガーの艦載能力を有する母艦でもあり、作戦に応じて超音波を発する音波撹乱用のソナーボックス、水中魚雷、爆雷、ミサイルなどの様々な武装を搭載し使用する（劇中では「メガトン級の魚雷」の存在が言及された）。また、GUYSオーシャンにはブルーウェイルの他にも多数の潜水艦・水上艦が配備されているが、劇中には登場しない。
GUYSアローMA1型
マットアロー1号を改装した機体。展示用とは異なり、現役で運用中であり、相当数がフェニックスネストに配備されているが、エンペラ星人の攻撃によりその多くが出撃準備中に撃破される。
- ミニチュアは監督の原口が所蔵していたマットアローのプロップを複製したもの。

F/A-18 ホーネット
実在する戦闘攻撃機。GUYS JAPANに配備されているが、JAPANベースに駐機されているのみで、戦闘に参加した描写は見られない。
GUYS特別機
第15話にて、ミライとアライソがニューヨークのGUYS総本部に向かう際に用いられた世界各国のGUYS支部間をつなぐ連絡機の役目を担う超高速連絡機。
- ミニチュアは『ウルトラマンガイア』に登場したダヴライナーのリペイント。

ジェットビートル
科学特捜隊で使用されていた主力戦闘機。第24話でGUYSが開催したイベントで保管、レストアされていた展示飛行用の機種として登場。また、フェニックスネストのディレクションルームに模型が置かれている。
- 第24話で使用されたミニチュアは『ウルトラマンをつくった男たち 星の林に月の舟』で使われたものと同一と見られている。

イカヅチ
ジェットビートルの宇宙空間仕様の機種である「宇宙ビートル」の改良タイプで、宇宙亜高速試験船イザナミのカーゴスペースに搭載艇として搭載されていた。宇宙ビートルからの改良点として、カナードにビーム砲が追加されている。第42話で科学特捜隊時代のサコミズが乗機としており、冥王星軌道で哨戒を行っていた際に侵略円盤の群れに襲われたところをゾフィーに救われた。
- 当初サコミズの乗機は別の機体の予定であったが、時代設定を考慮してジェットビートルの同型機となった。ミニチュアは新規に制作されている。

ウルトラホーク1号および3号
ウルトラ警備隊で使用されていた主力大型戦闘機および偵察用小型ジェット機。ジェットビートル同様、第24話で保管、レストアされていた展示飛行機材として登場。
- 撮影に使用されたミニチュアは、平成ウルトラセブンシリーズのものである。

亜光速試験船イザナミ
かつて科学特捜隊が保有していた有人宇宙船で、第42話に登場。前から司令室・カーゴスペース・エンジンブロックの3ブロックで構成されており、カーゴスペース内に搭載艇を格納できる。司令室やエンジンブロックの形状など、後のスペース7号やアランダスとの共通部分が多い。
サコミズをキャプテンとして人類が光速域への到達を目的とした試験航海を行っており、4度目の試験航海で人類初の冥王星軌道への到達を果たすも、搭載していたイカヅチが侵略円盤の攻撃を受けた。
戦車
第49話に登場。エンペラ星人襲撃に際してGUYS JAPANベース周辺に展開したが、インペライザーの攻撃により壊滅した。90式戦車とレオパルト2の2種類が存在する。また、車種は明らかになっていないが『アンデレスホリゾント』ではメイツ星人ビオの円盤を包囲するために戦車隊が出動している。
この他にも、GUYS所属かは明らかになっていないが、第48話にてモスクワに現れたインペライザーをT-90が監視していた。
怪獣要撃衛星
地球の衛星軌道上に複数機で防衛ラインが形成・配備されている球形の自動攻撃衛星。GUYSスペーシーの管理下にあり、シルバーシャークGや1200ミリシンクロトロン砲などの武装を装備している。各衛星には過去の防衛隊が運用していた宇宙施設（『ウルトラセブン』の宇宙ステーションV3など）と同様に、「V」から始まるナンバーが割り振られている。名称が判明している物として、V77（第1話・第19話）、V99（第16話）、V88（第31話）などが登場している他、『アンデレスホリゾント』にはV37が登場している。
また、『アンデレスホリゾント』にはこれとは別に、有人宇宙ステーションであるVシリーズ宇宙ステーションの存在が語られている。
ステーション04
GUYSスペーシーが管理、運用している無人宇宙ステーション。GUYSスペーシーの警戒システム「スペースレーダー」の中枢システムを搭載している。第18話に登場し、ベムスターに吸収されて消息を絶った。その後、スペースレーダーの中枢システムは同型機であるステーション03に移植されている。
宇宙貨物船アランダス
日本籍の宇宙貨物船。船長はバン・テツロウ。船体の構造はイザナミに類似している。火星で採掘されたスペシウム鉱石を地球へと輸送していた。物語の始まる半年前に、地球への帰還途中に突如現れたウルトラゾーンの歪みに引きずり込まれて遭難したが、ジョイント部が故障していたため、船長の息子であるヒロトによってキャビン部が手動で切り離された。このためヒロトのみが船内に取り残されるのと引き換えに、カーゴスペース内にいた他の乗組員は地球へと帰還することができた。その後、怪獣墓場内部の小惑星に不時着し、自動救難信号を発信し続けていた。

### 超絶科学メテオール
「Much Extreme Technology of Extraterrestrial ORigin（地球外生物起源の超絶技術）」通称“メテオール”。過去に異星人（ウルトラマンを含む）が地球に残したデータ、宇宙船や兵器の残骸、メカの技術などをGUYS総本部の研究・開発によって超常的な兵器や技術が再現されたオーバーテクノロジーの総称。使用すれば驚異的な力を発揮するが、未解明なまま実用化された部分も多いため、「メテオール規約」などによってその使用は厳しく制約されており、緊急時を除いて上層部の許可の下に1分間しか使用できない。
『アンデレスホリゾント』では、かつて科特隊が開発したマルス133が初のメテオールとされているが、アライソは複数が量産されたウルトラ警備隊のマグマライザーこそが初のメテオールという見解を示している。
後に、メテオールを利用してトライガーショットを光の国に送り届けたことが、『ウルトラマンタイガ』のボイスドラマ第1・2話で判明した。
- 当初はサタンという名称案もあったが、悪いテクノロジーになるという既定路線であったため、善悪ともとれない響きの言葉のメテオからメテオールとなった[11]。

ガイズマシン
元々、メテオールは搭載されていなかったが、セリザワがテストパイロットとなることで、「クルーの命を救うためのもの」として開発され、使用制限付きでマシンに搭載された。
GUYSガンウィンガー・GUYSガンローダー・GUYSガンブースターなどのガイズマシンは、メテオールを発動することによりマニューバモードと呼ばれる形状に変化し、展開された「イナーシャルウィング（慣性制御翼）」によって航空力学を無視した機動が可能となり、飛行能力や攻撃スタイルが強化される。ただし、マニューバモードでの高速移動には非凡な能力を必要とし、使用によるパイロットや機体への負荷も大きく、連続使用は難しい。マニューバモードになった際、金色の粒子をまとう他、飛行音が宇宙人たちの宇宙船に近いものとなる。
- 飛行音は監督の原口が設定に基づき過去の東宝特撮映画での円盤飛行音を使用している。

トライガーショット
トリプルチェンバーの一つ、ブルーチェンバーを選択することでメテオール弾の発射が可能。キャプチャーキューブやニューロン・ニュートラライザーなどを使用できる（どちらも後述）。
マケット怪獣
GUYS総本部に蓄積された過去に出現した怪獣データからメテオールによって再現したナノマシンが封入されたアイテム・マケットカプセルから実体化する大型分子マケット。生物ではなく、データに記録された怪獣に似た容姿を再現して実体化、命令を実行する。実体の維持および活動時間は1分間で、再使用のためのチャージに（リムエレキングは例外）60分必要。中盤では戦力増強案の1つとして、アーカイブデータを元に開発された仮想空間でのみ実像化されるシミュレーション用のプロトマケット怪獣と呼ばれるプロトタイプも登場し、グドンとメビウス（マケットウルトラマンメビウス）とゼットンの3体がデータ内で実像化するが、これらの採用はゼットンの暴走事件などもあり見送りとなる。テレビシリーズでは現実世界での実体化は1体しかできなかったが、OV版では性能向上が行われ2体同時に実体化できるようになった。
マケット怪獣は『ウルトラセブン』に登場した「カプセル怪獣」の地球版とも言える物で、（元はそのカプセル怪獣である）ミクラスとウインダムが採用されたのも人類に味方した怪獣であることに由来する。劇中では、ミクラス、リムエレキング、ウインダムが登場する。また、『アンデレスホリゾント』にはアギラのカプセルも登場している。
- テレビシリーズでは3体しか登場しなかった理由を描くものとして第27話が作られた。劇中でベムスターが優遇された理由は、『テレビマガジン』の付録になったからであるという。

マケットアタッシュ
マケット怪獣のデータを転送するための端末。機器がアタッシュケース内に機能的にまとめられ、野外への携行も可能。しかしエレキユニット実験時にポテンシャル不足が指摘され、GUYSタフブックが開発される。
メテオールショット
メテオールショットは、本体後部にGUYSメモリーディスプレイを装着することでロックが解除し、GUYSメットで読み取った射撃手の大脳皮質の電気的活動を検出し、それを基に敵の位置を捕捉し、発射後の弾道を制御して敵を自動追尾する性質のメテオール弾を撃つことが可能。また、アメージング・トリプルという特殊な機能を持ち、3つの銃口から強力な弾丸を同時発射することが可能だがこの機能は優れた空間認識能力を持つジョージにしか扱えない。キャプチャーキューブ・リージョン・リストリクター・スピリット・セパレーターも使用できる（全て後述）。
- 初期デザインではトライガーショットとの合体を予定していた。

GUYSタフブック
GUYSタフブックは、メテオールのデータを状況に応じて様々にカスタマイズすることが可能で、主に複数の怪獣・宇宙人の機能を組み合わせることでそれを運用する。マケット怪獣に新たな能力を付加させることもでき、ウインダムに火を操る怪獣のデータを組み込みファイヤーウインダムへとパワーアップさせた。また、同じ要領で催眠術などを駆使した宇宙人のデータから、自己催眠用のメテオール弾をフジサワ博士が作り出したこともある。
キャプチャー・キューブ
過去に出現した宇宙人や怪獣のバリア能力を元に開発されたというドーム状のバリアを発生させるメテオール弾（トライガーショットに標準搭載されている）。防御能力の他、バリアの中に1分間敵を封じ込めたり、特殊磁場発生装置のバリアを相殺し、爆発の衝撃を抑え込むという性質がある。また、メビュームシュート発射直後に敵を覆い爆発の衝撃を防ぐ一方内部での破壊力を増強したり、敵を足止めしたり、敵の光線を閉鎖空間で乱反射させダメージを与えようとするなど、本来の「バリア＝防御」的能力とは違う使い方をすることも多い。
重力偏向盤
地上にある物体を5Gの加速で重力をコントロールして大気圏外まで放り出すメテオール。巨大なリング状の偏向盤で、高高度に固定し、外部から電力供給を行うことで起動する。幾度となく登場するメテオールであり、広く利用されている。
グロテスセル
本来生命を持たない物体（無機物）に生命を与える液体状のメテオール（ただし、劇中で巨大化したコダイゴンジアザーは木彫りの彫像である）。ドキュメントMATに記録されているグロテス星人がコダイゴンに使用したとされるもので、巨大ロボットへの応用を目指して研究され、小型カプセル4本分が試作されたが、巨大なものに使用した際の制御方法が見つからず廃棄処分となる。なお、小型カプセル一つでもかつてのコダイゴンの3倍の効力を持っているとされる。
ニューロン・ニュートラライザー
中枢神経を伝う電気信号を相殺し、神経を麻痺させる性質を持つメテオール弾。
自己催眠メテオール
フジサワがジョージに撃たせたメテオール弾の一種で、ヤプールに狙われていることを知った彼女が自己催眠を掛けるために開発されたもの。起動時のパスワードである「プロテペガペロリンガ」は、プロテ星人、ペガ星人、ペロリンガ星人を掛け合わせたもの。
リージョン・リストリクター
ヤプールが出現したことを受けて対ヤプール兵器として開発されたメテオール弾。超獣が出現あるいは逃げる際に発生する異次元空間へのゲートを塞ぐ性能を持つ。ただし効果は一時的。
ディメンショナル・ディゾルバー
ヤプールが出現したことを受けて開発された新型メテオール。異次元空間の扉を半永久的に閉じる性質を持つ、いわばリージョン・リストリクターの強化版。しかし、強大なエネルギーを有するためか、フェニックスネスト・フライトモードしか扱うことはできず、使用の際はフェニックスキャノンから発射する。開発に当たってはヤプールに憑依されたリュウに付着した異次元物質のサンプルが活かされた。
スピリット・セパレーター
テッペイがミライと共に研究に取り組み、開発したメテオール弾。ウルトラマンの光線に含まれるエネルギー素粒子との相互作用により、フェミゴンに憑依された人間からフェミゴンの本体を分離させることが可能。
フェニックス・フェノメノン
謎の時空波出現に対して発信源を破壊するために開発・投入されたフェニックスネスト・フライトモード専用メテオール弾。1億ボルトの強力なイオンビームを放つ。その威力は太陽内部で発生するエネルギー放出と同等とされる。フェニックスネスト・フライトモードの数少ない直接的な攻撃手段。
マグネリウム・メディカライザー
かつてガッツ星人に捕らえられたウルトラセブンを復活させることに成功したエネルギー光線をメテオールキャノンカートリッジ化したもの。全身を氷漬けにされ活動不能に陥ったメビウスを救出した。
マクスウェル・トルネード
フジサワ博士考案のメテオール。GUYSガンローダーに搭載されたブリンガーファンのパーティクル・コンプレッサーに組み込まれている。発生させた炎の竜巻は、いわゆる「マクスウェルの悪魔」のように、速い分子と遅い分子を振り分け対象物のエントロピーを低下させる。結果として、対象となったグローザムの細胞には急激に熱が蓄積され、再生機能を働かなくさせるばかりか細胞そのものを破壊し、破片となったグローザムを融解し、止めを刺す。人類が暗黒四天王を倒した劇中では唯一の武装。
スペシウム・リダブライザー（ファイナル・メテオール）
ウルトラマンたちの光線に含まれるスペシウムエネルギーを増幅し、光線の威力を高めることができるリング状の装置。衛星軌道上から重力偏向盤の作用で降下する他、単独での飛行も可能。エンペラ星人との最終決戦で使用され、メビュームナイトシュートとM87光線を増幅してエンペラ星人を苦しめ、メビュームフェニックスを増幅させてエンペラ星人の撃破に貢献した。その際、メビュームフェニックスの増幅時に耐えきれず、大破した。
- ファイナルメテオールは板野一郎により提案され、デザインも板野により描かれた。展開状態は板野が作画スタッフとして参加したアニメ『伝説巨神イデオン』のガンド・ロワをイメージしている。

## キャスト

### レギュラー・準レギュラー
当初リュウ役は別の役者が担当する予定であったが、スケジュールが合わなくなったことで降板し、『ウルトラマンコスモスVSウルトラマンジャスティス THE FINAL BATTLE』のカメラマンであり、本作品の製作統括であった大岡新一からのオファーで同作品に出演していた仁科克基が出演することとなった。
- ヒビノ ミライ、バン ヒロト（21・22）：五十嵐隼士
- アイハラ リュウ：仁科克基
- カザマ マリナ：斉川あい
- イカルガ ジョージ：渡辺大輔
- アマガイ コノミ：平田弥里
- クゼ テッペイ：内野謙太
- サコミズ シンゴ：田中実
- トリヤマ補佐官：石井愃一
- マル補佐官秘書：まいど豊
- ミサキ ユキ：石川紗彩
- セリザワ カズヤ：石川真
- 謎の女：小山萌子（1 - 10）
- カドクラ：影丸茂樹（1 - 3・6・13・16[注 47]・26・29）
- クゼ ケイコ：林寛子（1・3・14・16[注 47]・26・29）
- クゼ テツハル：加門良（1・14・16[注 47]）
- アライソ整備長：綿引勝彦（15・26・38）
- フジサワ アサミ博士：石橋けい（25・26・46）
- ヒルカワ ミツヒコ：加藤厚成（28・43・44・48）
- サイコキノ星人カコ：高宗歩未（36・49・50）
- 黒ずくめの男 / ヤプール：清水綋治（42‐44）
- メテオールのオペレーター：村田尚史（4・11・39）
- 保育士：岩佐まり（4・29・32）

### ゲスト
括弧内の数字は登場した話数。
- 警官：松澤仁晶（1・37）
- 少年：川原大和（1）
- 父親：北村隆幸（1）
- ミライが出会った少女：照井宇々（1）
- モエ：市川亜沙美（3・14）
- メテオールのオペレーター：矢代和央（4・39）
- ハイカーの家族：羽根田陽一[注 48]（父親）、たきいみき（母親）、甲野優美（娘）（5）
- アベック：三輪治輝（ヒロ）、田部井美紀（5）
- 女子高生：大塚真紀、久田美佳（5）
- ツカサ：中村果生莉（7）
- 平蔵：うえだ峻（12）
- 由香：寉岡瑞希（12）
- 運転手：浜近高徳（12）
- サワキ リンコ：清水あすか（13）
- GUYS志望の青年：六本木康弘（13）
- ハンター：村名宏美（13）
- ハイカー：冨田卓（13）
- 少年時代のテッペイ：井家良輔（14）
- 看護婦：多田さやか（14）
- 幼稚園児：飯塚百花（リサ）、杉山翔哉（エイタ）、鈴木菜つ香（18）
- GUYSスペーシー通信員：足立龍弥、飛田晃治（19）
- オトワ主任技師：野口雅弘（20）
- 研究員：石原誠（20）
- 記者：唐沢大介、黒田志保、西崎果音（20）
- バン テツロウ：平泉成（21・22）
- アランダス号船員：田井和彦、寺井大介（21・22）
- バン ヒロトの母親（写真）：仲条春香（22）
- 桐李 / アンヘル星人トーリ：大浦龍宇一（23）
- カザマ シロウ：チャーリィ湯谷（23）
- カザマ タツミ：小野健人（23）
- 少女時代のマリナ：小池彩夢（23）
- サラリーマン：扇田拓也（23）
- 小学生：伊藤梨沙子、村瀬綾夏（リエ）（23）
- 父親：中島透（24）
- 女子高生：熊本野映（24）
- 少年：加藤清史郎、坂口淳、谷村拓也、星野亜門（24）
- 主婦：原章子（24）
- スザキ ジュン：河合龍之介（28）
- 小学生のスザキ：佐藤勇輝（28）
- 小学生のコノミ：山口愛（28）
- 警官：足立学（28）
- 女子高生：小林美鈴、小山真理亜（28）
- アナウンサー：須藤公一（31）
- メイツ星人ビオ / ビオの父：吉田智則（32）
- アキコ（みやま保育園園長）：斉藤とも子 / 少女時代：田中明（32）
- 佐久間良：蒲地竜也、中根大樹（32）
- アキコの母：みわ優子（32）
- 保育士：川西美智子（32）
- 園児：清水未夢（ミーコ）、野副隼、藤田悠希（32）
- タカムラ ミサ：斉藤麻衣（33）
- タカムラ先輩：加藤厚史（33）
- ワダ ユウスケ：中村翼（33）
- トガワ レイコ：稲垣浩子（33）
- 霊媒師：赤星昇一郎（33）
- 看護婦：中井理恵（33）
- 工事従業員：小磯龍哉、畑中友仁（33）
- おおとりゲン：真夏竜（34）
- GUYS警備兵：麻生潤也、飛田晃治、藤田三三三（35）
- レポーター：菊地一浩（35）
- 群衆：今村公一、城戸光晴（35）
- ニュースを観る男女：西村学、青山恵子（35）
- サイコキノ星人 ：五十畑颯斗[注 49]、川北純也、砂川政人、古澤美咲、坂井じゅの（36）
- コウキ：小林翼（37）
- コウキの父親：樋口靖（37）
- 群衆：井上愛、三木秀甫（37）
- 勇魚洋：村上幸平（38）
- 勇魚の部下：金原泰成（38）
- ブルーウェイル通信員：永井博章（38）
- 作業員：堀口たかよし（39）
- 日ノ出サユリ：美保純（39）
- 日ノ出平太郎：遠山俊也（39）
- 日ノ出家6人兄妹：佐藤慶季（フジオ）、日高里菜（タカコ）、吉井克斗（ナスミチ）、南雲有紗（オウギ）、杉浦冬真（モクヒコ）、石井みずき（ツルコ）（39）
- 医師：鹿出俊之輔（39）
- 看護婦：藤村ともこ（39）
- 小学生：足立和優（39）
- 運転手：阿部能丸（39）
- GUYS隊員：荒木誠、工藤拓、嶋田豪（39）
- ナオコ：仲里依紗（40）
- 青年：田中伸彦（40）
- メロンパン屋：岡村洋一（40）
- ナオコの同級生：梶浦愛子（リンコ）、小林美鈴、高橋実恵子（ユリカ）（40）
- ソリチュラと同化した人々：足立建夫（老人）、有田斐香（少女）、石川怜奈、小野日路美、久慈崇義、深沢エミ、福永綾子、中田博之（40）
- ソリチュランに狙われた女：上田晴美（40）
- 矢的猛：長谷川初範（41）
- 塚本：吉見一豊（41）[注 50]
- スーパー：浅木信幸（41）[注 50]
- ファッション：奏谷ひろみ（41）[注 50]
- 落語：金と銀（41）[注 50]
- 上野博士（ひろし）：中村良平（41）[注 50]
- 中野真一：紀伊修平（41）[注 50]
- 桜ヶ岡中学校卒業生：佐藤祐一、田中充貴、藤崎世璃子（41）[注 50]
- カイ：渡辺直樹（41）
- カイの母：木内友三（41）
- 中学生：川口舞華、十川史也（41）
- タケナカ最高総議長：佐原健二（42・43）
- タケナカの護衛：川又シュウキ、宮里亮（42）
- ジングウジ アヤ：いとうあいこ（43・44）
- アナウンサー：重松和世（43）
- 北斗星司：高峰圭二（44・50）
- 南夕子：星光子（44）
- 郷秀樹：団時朗（45・50）
- 「きくち電器商会」社長：きくち英一（45）
- 「きくち電器商会」店員・高橋：シンスケ（45）
- サラリーマン・西沢：瀧佳人（45）
- 市民：大竹周作、片山雅彦（45）
- 記者：金井昌宏、若林亮（45）
- カメラマン：佐田明（45）
- レポーター：八神徳幸（45）
- KCBニュースキャスター：堀田智之（45）
- KCB社員：内田文吾、大久保英一（45）
- 女の子・理恵：八木優希[注 51]（45）
- 母親：尾上博美（45）
- モロボシ・ダン：森次晃嗣（46・50）
- ハヤタ：黒部進（47・50）
- 少年：浮洲凜太朗（47）
- シキ査察官：斎藤洋介（48）
- シキの護衛：大田正樹、二宮聡（48）
- 報道特番司会：元井須美子（48）
- 母親：五藤圭子（48・49）
- 少年：相澤瑠星（48・49）
- 市民：大野慶太、福天、松永直也、吉川けんじ（48・49）

### 声の出演
括弧内の数字は登場した話数。
- メビナビナレーション：摩味[注 52]
- ハンターナイト ツルギ / ウルトラマンヒカリ：難波圭一
- ウルトラの父：西岡徳馬（1・27・29・37・50）
- ファントン星人：川津泰彦（7・49）
- ウルトラの母：池田昌子（11・27・29）
- コダイゴンジアザー：難波圭一（12）
- ゾフィー：田中秀幸（15・24・42・50）
- ザムシャー：菅谷勇（16・49）
- マグマ星人兄弟：稲田徹（16）
- バルキー星人：神谷誠（16）
- ウルトラマンタロウ：石丸博也（24・29・30）
- ヤプール：玄田哲章（24・43・44）
- アバンナレーション：磯部弘（27‐30）
- ロベルガー、グローザム：江川央生[注 53]（31・43‐46）
- リフレクト星人：掛川裕彦（34）
- ババルウ星人：清川元夢（35）
- ジャシュライン：松本大、浅沼晋太郎、はじ（37）
- サーペント星人：坂口哲夫（39）
- イザナミ乗組員：寺尾たかひろ（42）
- デスレム：郷里大輔（43・45）
- メフィラス星人：加藤精三（43‐47）
- エンペラ星人：内海賢二（48‐50）

### スーツアクター
- ウルトラマンメビウス[96]：和田三四郎
- ウルトラマンメビウス[96]：山本諭
- ウルトラマンメビウス[20]：長谷川恵司
- ウルトラマンヒカリ[97]：岩田栄慶

## スタッフ
- 監修・製作：円谷一夫
- 製作統括：大岡新一
- 企画：加藤直次（第1‐22話）・岡崎剛之（第23話‐）（CBC） 、江藤直行（円谷プロダクション）、中村理一郎（電通）
- プロデューサー：岡崎剛之（第1‐22話）・岩佐芳弘（第23話‐）（CBC）、渋谷浩康（円谷プロダクション）、山西太平（電通）
- 制作プロデューサー：小山信行
- 監督：佐野智樹、村石宏實、高野敏幸、梶研吾、小原直樹、鈴木健二、北浦嗣巳、原口智生、アベユーイチ、小中和哉、八木毅
- 特技監督：原口智生、村石宏實、高野敏幸、菊地雄一、鈴木健二、北浦嗣巳、アベユーイチ、小中和哉、八木毅
- シリーズ構成：赤星政尚
- 脚本：赤星政尚、小林雄次、長谷川圭一、川上英幸、太田愛、谷崎あきら、朱川湊人
- 設定考証：谷崎あきら
- 音楽プロデューサー：玉川静
- 音楽：佐橋俊彦
- 本編撮影：倉持武弘、高橋義仁
- 本編照明：佐藤才輔
- 本編美術：内田哲也
- 本編助監督：石川整、櫻井宏明
- 特撮撮影：高橋義仁、新井毅
- 特撮照明：高野和男
- 特撮美術：三池敏夫、佐々木朋哉
- 特撮操演：村石義徳、根岸泉、川口謙司、大久保健
- 特撮殺陣：岡野弘之
- 特撮助監督：野間詳令、日暮大幹、伊藤良一
- フラメンコ指導：土井まさり（第25話）
- CGIモーションディレクター：板野一郎
- CGIスーパーバイザー：早川哲司（円谷CGI-ROOM）
- キャラクターデザイン：丸山浩、酉澤安施
- イメージボード：酉澤安施
- メカニック&アイテムデザイン：プレックス
- 制作協力：バンダイナムコホールディングス、電通
- 制作進行：今西健太
- 番組宣伝：重松和世
- 製作・著作：中部日本放送、円谷プロダクション

## 企画・制作
前作『ウルトラマンマックス』放送開始後の2005年7月から本作品の企画は開始しており、その時点から歴代ウルトラマンの客演は決定していた。様々な議論の末、「友情」というテーマを活かすには王道が相応しいという結論になり、M78星雲のウルトラ兄弟の世界観を軸としたドラマ展開に決定した。また、銀河連邦も導入してジャンボーグAのような他の円谷ヒーローの登場も検討されていた。企画時の段階では、地球は銀河連邦に加盟する資格がないと判断されてメビウスは光の国への帰還を余儀なくされる結末が考えられていた。
当初は視聴者の興味を引くため、どの世界と本作品がリンクしているのかを不明とする案もあったが、友情を描くためには夾雑物を排して基本に忠実に行くこととなり、M78星雲が第1話冒頭から映像化された。
スタッフはプロデューサーの渋谷浩康を中心に、『ウルトラマンネクサス』のスタッフが多く参加している。音楽は『ウルトラマンガイア』以来の参加である佐橋俊彦が担当した。佐橋は、『ガイア』よりも対象年齢を低くしているためシンプルでわかりやすい音楽を要望されたという。
再登場怪獣は、バルタン星人など第1期ウルトラシリーズは『ウルトラマンマックス』で多く登場していたため、ベムスターなど第2期ウルトラシリーズの怪獣が中心となっており、ムカデンダーのような知名度の低い怪獣も登場させることで過去の作品との世界観の繋がりに説得力を与えている。過去の作品での描写を意識的に取り込みつつ、新解釈の設定も積極的に盛り込んでいる。
ウルトラマンヒカリ以外のウルトラマンの登場は、『ウルトラマンメビウス&ウルトラ兄弟』の公開日まではテレビシリーズでは本作品の世界観を確立させることに力を傾注し、映画の公開日は映画とリンクさせたヤプールの登場という内容となった。
玩具展開は、これまでの夏や秋からの開始では序盤に発売スケジュールを集中させなければならなかったが、平成ウルトラシリーズでは初めて4月開始となったことでスタートから年末まで広く展開できた。
映画『ULTRAMAN』よりウルトラシリーズに参加し、円谷プロのCGIチームを指導してきた板野一郎は本作品をもって円谷プロを離れた。板野はCGでの空中戦が中心となった第38話を空中戦の卒業試験と称している。従来の円谷プロでは作品が終了するとCGIチームは縮小・解散されていたが、板野の指導で技術向上したことで本作品以後もチームは存続され、自社作品のみならず独自に営業活動を行って外部作品の制作も手掛けるなど活動が継続された。
主役の五十嵐隼士以外のCREW GUYS以外のメンバーが決定していない状態で、2005年の11月に劇場版本編、同年12月にテレビの本編、翌年2006年の年明けに特撮がクランクインし、テレビ用に本部のセットが完成し、第1、2話の撮影が終了してからGUYSの場面が撮影された。

## 評価・影響
前半は『ウルトラマンマックス』からの時間移動などで視聴率では苦戦したが、劇場版（『ウルトラマンメビウス&ウルトラ兄弟』）の公開後から認知度が上がり、視聴率は『ウルトラマンネクサス』以降での最高値を記録し、年末の玩具売上も好成績を残した。特にウルトラ兄弟客演エピソードは、メインターゲットの子供だけでなく親世代やマニア層など幅広い視聴者層から支持を受けた。しかし、放送の2006年時の玩具全体の売上は36億で前2作品の時期より下回っている。
放送終了後も後日譚となる外伝作品などが多数制作され、様々なメディアで展開されていた。
ウルトラシリーズでの3クール以上のテレビシリーズの放送は2022年現在、本作品が最後となっており、以降は1 - 2クール前後のテレビシリーズ、それに劇場版映画やオリジナルビデオなどの散発的な制作にシフトしていく。

## 放送日程
全編を通して、サブタイトルのはフォーマットは「○○の××」で統一されている。また、表内の放送日はキー局の初回放送時のもので、登場ウルトラマンはメビウス以外のウルトラマンである。
- 各怪獣の詳細・肩書き[注 56]はウルトラマンメビウスの登場怪獣を参照。

| 放送日         | 放送回 | 視聴率 | サブタイトル               | 登場怪獣・宇宙人 | 登場ウルトラマン                                                                | 監督         | 特技監督                        | 脚本                    |
| -------------- | ------ | ------ | -------------------------- | --- | ------------------------------------------------------------------------------- | ------------ | ------------------------------- | ----------------------- |
| 2006年04月08日 | 1      | 4.4%   | 運命の出逢い               | - ディノゾール - 謎の女（ボガールヒューマン）                                                                         | - ウルトラの父 - ウルトラマン80 - ウルトラ6兄弟 - レオ兄弟 - ユリアン           | 佐野智樹     | 原口智生                        | 赤星政尚                |
| 4月15日        | 2      | 2.8%   | 俺達の翼                   | - グドン - 謎の女（ボガールヒューマン）                                                                               |                                                                                 | 佐野智樹     | 原口智生                        | 赤星政尚                |
| 4月22日        | 3      | 4.5%   | ひとつきりの命             | - バードン - 謎の女（ボガールヒューマン）                                                                             | 村石宏實                                                                        | 村石宏實     |                                 | 赤星政尚                |
| 4月29日        | 4      | 3.3%   | 傷だらけの絆               | - ケルビム - ディノゾール（ホログラム） - ミクラス - 謎の女（ボガールヒューマン）                                     | 村石宏實                                                                        | 村石宏實     | 小林雄次                        |                         |
| 5月06日        | 5      | 2.9%   | 逆転のシュート             | - ディノゾール - サドラ - 謎の女（ボガールヒューマン）                                                                | ハンターナイト ツルギ                                                           | 髙野敏幸     | 髙野敏幸                        | 長谷川圭一              |
| 5月13日        | 6      | 4.8%   | 深海の二人                 | - ボガール - ツインテール - 謎の女（ボガールヒューマン）                                                              | ハンターナイト ツルギ                                                           | 髙野敏幸     | 髙野敏幸                        | 川上英幸                |
| 5月20日        | 7      | 3.3%   | ファントンの落し物         | - ボガール - ファントン星人 - シーピン929 - 謎の女（ボガールヒューマン）                                              | ハンターナイト ツルギ                                                           | 梶研吾       | 菊地雄一                        | 赤星政尚                |
| 5月27日        | 8      | 4.2%   | 戦慄の捕食者               | - ボガール - エレキミクラス - リムエレキング - サドラ（腕のみ） - 謎の女（ボガールヒューマン）                        | ハンターナイト ツルギ                                                           | 梶研吾       | 菊地雄一                        | 小林雄次                |
| 6月03日        | 9      | 3.6%   | 復讐の鎧                   | - ボガールモンス - グドン - ツインテール - エレキミクラス - 謎の女（ボガールヒューマン）                              | ハンターナイト ツルギ                                                           | 小原直樹     | 菊地雄一                        | 長谷川圭一              |
| 6月10日        | 10     | 3.2%   | GUYSの誇り                 | ボガールモンス | - ハンターナイトツルギ - ウルトラの母                                           | 小原直樹     | 菊地雄一                        | 川上英幸                |
| 6月17日        | 11     | 3.2%   | 母の奇跡                   | - ディノゾールリバース - ディノゾール - ウインダム - リムエレキング                                                   | - ウルトラマンヒカリ - ウルトラの母                                             | 鈴木健二     | 鈴木健二                        | 赤星政尚                |
| 6月24日        | 12     | 3.1%   | 初めてのお使い             | コダイゴンジアザー | ウルトラマンヒカリ                                                              | 鈴木健二     | 鈴木健二                        | 川上英幸                |
| 7月01日        | 13     | 2.7%   | 風のマリナ                 | - ムカデンダー - エレキミクラス                                                                                       | ウルトラマンヒカリ                                                              | 村石宏實     | 村石宏實                        | 長谷川圭一              |
| 7月08日        | 14     | 2.8%   | ひとつの道                 | - インセクタス（雄、雌） - ウインダム                                                                                 |                                                                                 | 村石宏實     | 村石宏實                        | 太田愛                  |
| 7月15日        | 15     | 1.5%   | 不死鳥の砦                 | グロマイト | - ゾフィー - ウルトラマンヒカリ                                                 | 北浦嗣巳     | 北浦嗣巳                        | 谷崎あきら              |
| 7月22日        | 16     | 1.5%   | 宇宙の剣豪                 | - ザムシャー - マグマ星人（ブラザーブルー、ブラザーレッド） - バルキー星人                                            | ウルトラマンヒカリ                                                              | 原口智生     | 原口智生                        | 赤星政尚                |
| 7月29日        | 17     | 2.8%   | 誓いのフォーメーション     | サラマンドラ | ウルトラマンヒカリ                                                              | 佐野智樹     | 北浦嗣巳                        | 赤星政尚                |
| 8月05日        | 18     | 1.6%   | ウルトラマンの重圧         | - ベムスター - リムエレキング                                                                                         |                                                                                 | 佐野智樹     | 北浦嗣巳                        | 川上英幸                |
| 8月12日        | 19     | 3.4%   | 孤高のスタンドプレイヤー   | ディガルーグ | 小原直樹                                                                        | 鈴木健二     | 太田愛                          |                         |
| 8月19日        | 20     | 3.1%   | 総監の伝言                 | - ケルビム - アーストロン - ウインダム - リムエレキング                                                               | 小原直樹                                                                        | 鈴木健二     | 長谷川圭一                      |                         |
| 8月26日        | 21     | 3.0%   | 虚空の呼び声               | - レッサーボガール - リムエレキング                                                                                   | 村石宏實                                                                        | 村石宏實     | 谷崎あきら                      |                         |
| 9月02日        | 22     | 3.3%   | 日々の未来                 | - レッサーボガール - リムエレキング                                                                                   | 村石宏實                                                                        | 村石宏實     | 赤星政尚                        |                         |
| 9月09日        | 23     | 3.7%   | 時の海鳴り                 | - クロノーム - トーリ                                                                                                 | アベユーイチ                                                                    | アベユーイチ | 太田愛                          |                         |
| 9月16日        | 24     | 3.6%   | 復活のヤプール             | - バキシム - ヤプール人 - ファイヤーウインダム - リムエレキング - ムカデンダー（ホログラム） - バードン（ホログラム） | アベユーイチ                                                                    | アベユーイチ | - ゾフィー - ウルトラマンタロウ | 長谷川圭一              |
| 9月23日        | 25     | 3.2%   | 毒蛾のプログラム           | 蛾超獣 ドラゴリー |                                                                                 | 北浦嗣巳     | 北浦嗣巳                        | 川上英幸                |
| 9月30日        | 26     | 2.4%   | 明日への飛翔               | - ベロクロン - リムエレキング                                                                                         | 小林雄次                                                                        | 北浦嗣巳     | 北浦嗣巳                        |                         |
| 10月07日       | 27     | 4.2%   | 激闘の覇者                 | - ゼットン - グドン - エレキミクラス - ウインダム - リムエレキング                                                    | - ウルトラの父 - ウルトラの母 - プロトマケットメビウス                          | 小中和哉     | 小中和哉                        | 谷崎あきら              |
| 10月14日       | 28     | 4.0%   | コノミの宝物               | - ノーバ - マケットノーバ - エレキミクラス                                                                            |                                                                                 | 小中和哉     | 小中和哉                        | 長谷川圭一              |
| 10月21日       | 29     | 2.2%   | 別れの日                   | インペライザー | - ウルトラの母 - ウルトラの父 - ウルトラマンタロウ                              | 佐野智樹     | 鈴木健二                        | 赤星政尚                |
| 10月28日       | 30     | 4.1%   | 約束の炎                   | - インペライザー - リムエレキング                                                                                     | ウルトラマンタロウ                                                              | 佐野智樹     | 鈴木健二                        | 赤星政尚                |
| 11月04日       | 31     | 4.8%   | 仲間達の想い               | - ロベルガー - ファイヤーウインダム                                                                                   |                                                                                 | 八木毅       | 八木毅                          | 川上秀幸                |
| 11月11日       | 32     | 4.7%   | 怪獣使いの遺産             | - ゾアムルチ - メイツ星人ビオ                                                                                         | 朱川湊人                                                                        | 八木毅       | 八木毅                          |                         |
| 11月18日       | 33     | 3.2%   | 青い火の女                 | フェミゴンフレイム | 小原直樹                                                                        | 菊地雄一     | 長谷川圭一                      |                         |
| 11月25日       | 34     | 3.4%   | 故郷のない男               | リフレクト星人 | 小原直樹                                                                        | 菊地雄一     | ウルトラマンレオ                | 赤星政尚                |
| 12月02日       | 35     | 4.4%   | 群青の光と影               | - ババルウ星人 - ニセハンターナイト ツルギ                                                                            | - ウルトラマンヒカリ - ハンターナイト ツルギ                                    | 村石宏實     | 村石宏實                        | 小林雄次                |
| 12月16日       | 36     | 4.6%   | ミライの妹                 | - アングロス - サイコキノ星人カコ - サイコキノ星人 - エレキミクラス                                                   |                                                                                 | 村石宏實     | 村石宏實                        | 赤星政尚                |
| 12月23日       | 37     | 4.8%   | 父の背中                   | ジャシュライン | ウルトラの父                                                                    | アベユーイチ | アベユーイチ                    | - 赤星政尚 - 谷崎あきら |
| 2007年01月06日 | 38     | 4.8%   | オーシャンの勇魚           | アリゲラ |                                                                                 | アベユーイチ | アベユーイチ                    | 太田愛                  |
| 1月13日        | 39     | 6.4%   | 無敵のママ                 | サーペント星人 | 小中和哉                                                                        | 小中和哉     | 朱川湊人                        |                         |
| 1月20日        | 40     | 4.7%   | ひとりの楽園               | - ソリチュラ - ソリチュラン                                                                                           | 小中和哉                                                                        | 小中和哉     | 朱川湊人                        |                         |
| 1月27日        | 41     | 4.0%   | 思い出の先生               | - ロベルガー二世 - ホー                                                                                               | ウルトラマン80                                                                  | 佐野智樹     | 鈴木健二                        | 川上英幸                |
| 2月03日        | 42     | 4.4%   | 旧友の来訪                 | - ガディバ - レッドキング - ゴモラ - リムエレキング                                                                   | ゾフィー                                                                        | 佐野智樹     | 鈴木健二                        | 谷崎あきら              |
| 2月10日        | 43     | 5.8%   | 脅威のメビウスキラー       | - メビウスキラー - ガディバ - 巨大ヤプール - デスレム - グローザム - メフィラス星人                                   |                                                                                 | 小原直樹     | 菊地雄一                        | 赤星政尚                |
| 2月17日        | 44     | 4.8%   | エースの願い               | - ルナチクス - 巨大ヤプール - グローザム - メフィラス星人                                                             | ウルトラマンエース                                                              | 小原直樹     | 菊地雄一                        | 長谷川圭一              |
| 2月24日        | 45     | 4.6%   | デスレムのたくらみ         | - デスレム - グローザム - メフィラス星人                                                                              | ウルトラマンジャック                                                            | 村石宏實     | 村石宏實                        | 太田愛                  |
| 3月03日        | 46     | 4.3%   | 不死身のグローザム         | - グローザム - メフィラス星人 - ファイヤーウインダム - リムエレキング                                                 | ウルトラセブン                                                                  | 村石宏實     | 村石宏實                        | 川上英幸                |
| 3月10日        | 47     | 4.9%   | メフィラスの遊戯           | - メフィラス星人 - グロマイト                                                                                         | ウルトラマン                                                                    | アベユーイチ | 菊地雄一                        | 小林雄次                |
| 3月17日        | 48     | 5.0%   | 最終三部作I 皇帝の降臨     | - エンペラ星人 - インペライザー                                                                                       | ウルトラマンヒカリ                                                              | アベユーイチ | 菊地雄一                        | 長谷川圭一              |
| 3月24日        | 49     | 4.5%   | 最終三部作II 絶望の暗雲    | - エンペラ星人 - インペライザー（第49話） - ザムシャー - ファントン星人 - サイコキノ星人カコ - リムエレキング         | - ウルトラマンヒカリ - （ハンターナイト ツルギ） - ウルトラの父                 | 佐野智樹     | 原口智生                        | 赤星政尚                |
| 3月31日        | 50     | 4.5%   | 最終三部作III 心からの言葉 | - エンペラ星人 - インペライザー（第49話） - ザムシャー - ファントン星人 - サイコキノ星人カコ - リムエレキング         | - ウルトラマンヒカリ - ウルトラ6兄弟 - レオ兄弟 - ウルトラマン80 - ウルトラの父 | 佐野智樹     | 原口智生                        | 赤星政尚                |

## 主題歌・挿入歌

### 主題歌
「ウルトラマンメビウス」
作詞：松井五郎 / 作曲：鈴木キサブロー / 編曲：京田誠一 / 歌：Project DMM with ウルトラ防衛隊
- ウルトラ防衛隊のメンバーは主演の五十嵐隼士の他、歴代ウルトラシリーズの出演者から佐原健二、黒部進、桜井浩子、二瓶正也、ひし美ゆり子、団時朗、高峰圭二、杉浦太陽、五藤圭子、青山草太が参加。

第27話以降は歌詞が2番に変更。最終話では通常フォーマットのオープニングはなしでエンディングテーマとして使用。
第1、5、7、8、10、18、19、27、34、43、48話では挿入歌として使用された。

### 挿入歌
「Run through!〜ワンダバ「CREW GUYS」」（第2、17、21、22、28、42話）
作詞：満田かずほ / 作曲・編曲：冬木透 / 歌：Project DMM with TMC
「Radiance〜ウルトラマンヒカリのテーマ〜」
作詞・作曲：高取ヒデアキ / 編曲：籠島裕昌 / 歌：Project DMM
第11話以降、第12話、他でインスト版が使用された。ボーカル版は未使用。
「誓いを君に」（第35話）
作詞・作曲・編曲：大門一也 / 歌：Project DMM
「ウルトラの奇跡」（第37、50話）
作詞・作曲・編曲：大門一也 / 歌：Project DMM

## 映像ソフト化
- 2006年7月28日から2007年7月27日まで、バンダイビジュアルから毎月第4金曜にDVDが発売。全13巻で11巻までは4話収録だが、12・13巻のみ3話収録。作品解説書「MEBIUS FILE」と書き下ろしイラストノベル「ザ・ウルトラマンメビウス」が毎回封入特典、歴代の防衛チームのロゴステッカーが初回生産特典として、封入されていた。
- 2007年12月21日にテレビシリーズの内容を1時間に再集録した「クライマックスストーリーズ ウルトラマンメビウス」が発売。ナレーションはヒビノ・ミライ役の五十嵐隼士が担当。劇場版とOVの収録はされていない。
- 2012年12月21日にはテレビシリーズ全50話、『ウルトラマンメビウス外伝 ヒカリサーガ』、『ウルトラマンメビウス外伝 アーマードダークネス』、『ウルトラマンメビウス外伝 ゴーストリバース』を一挙収録したDVD-BOXが発売された[102]。

## 外伝小説

### ザ・ウルトラマンメビウス
第1巻を除いたテレビシリーズのセルDVDに封入特典として収録されている、テレビシリーズの前史となっている書き下しイラストノベル。著者はテレビシリーズでシリーズ構成を担当した赤星政尚で、イラストはウルトラ漫画の巨匠・内山まもるが担当。全12話。地球に留まり続けていたタロウが光の国へ帰還し、宇宙警備隊の筆頭教官に就任するまでの経緯など、テレビシリーズで語られない設定も明かされ、後半はタロウの目線から物語が進行している。

#### ストーリー
宇宙警備隊に入隊直後のメビウスは、ゼットンに襲われたところをウルトラマンに助けられる。ウルトラマンによれば、この場所でウルトラ兄弟と合流して地球に向かうところであり、ゼットンはそれを不意打ちするために現れたという。以後、メビウスの前にウルトラ兄弟が次々と現れ、メビウスは彼らの地球への思いを知ることとなる。

#### 登場怪獣・宇宙人
- 宇宙恐竜 ゼットン
- 触角宇宙人 バット星人
- 目つぶし星人 カタン星人
- 円盤生物 シルバーブルーメ
- 円盤生物群（ブラックドーム、デモス、ブニョ、ロベルガーなど）

### ウルトラマンメビウス アンデレスホリゾント
テレビシリーズの脚本も担当した朱川湊人によるノベライズ。光文社の季刊誌「EQ Extra GIALLO（イーキューエクストラジャーロ）」にて連載。

### 守るための太刀
『ウルトラマンメビウス ARCHIVE DOCUMENT』（ISBN 978-4-257-03745-3）に掲載された外伝小説。作者は赤星政尚。ザムシャーを主役とし、彼がサイコキノ星人カコやファントン星人と出会い、第49話でメビウスの救援に駆けつけるまでの経緯が描かれている。

## ウルトラマンメビウス外伝 超銀河大戦
テレビシリーズの後日談として、小学館の「てれびくん」と講談社の「テレビマガジン」で2007年6月号から連載開始。てれびくん本誌のグラビアページとの連動で内山まもるによる漫画『戦え! ウルトラ兄弟』も連載された。『ウルトラ戦士銀河大戦争』から26年ぶりの漫画連載となる。内山まもるの作品「ザ・ウルトラマン」に登場した戦士、メロスも登場している。小学館の「コロコロイチバン!」第14・15号にも掲載。プレイムービー「DXウルトラコクピット」の専用DVDや、ウルフェス2007ライブステージでも展開された。漫画版の単行本が2008年4月3日に発売（一部書き下ろしあり。ただし「コロコロイチバン!」掲載分は未収録）。また、「テレビマガジン」版も2007年10月に「講談社のテレビ絵本」で刊行された。

### ストーリー（超銀河大戦）
エンペラ星人亡き後も宇宙では怪獣や宇宙人たちが暴れまわっていた。ウルトラ兄弟たちは銀河の各地で応戦し、メビウスにも出動命令が下される。その陰では様々な巨悪たちがウルトラ兄弟を狙っていた。

### 登場ウルトラマン
※雑誌、メディアによっては登場するウルトラマンは異なる。
- 凡例
  - ○=てれびくん版『戦え! ウルトラ兄弟』
  - ▲=テレビマガジン版
  - ◇=DXウルトラコクピット版
- ウルトラマンメビウス ○▲◇
- ウルトラマンヒカリ ○◇
- ウルトラマン ○▲
- ウルトラセブン ○▲◇
- ウルトラマンジャック ○▲◇
- ウルトラマンエース ○▲◇
- ウルトラマンタロウ ○▲◇
- ウルトラマンレオ ○◇
- アストラ ○
- ウルトラマン80 ○
- ゾフィー ○▲☆
- ウルトラの父 ○
- ウルトラの母 ○◇
- ユリアン ○
- メロス（「ザ・ウルトラマン」のキャラクター。内山まもるの漫画のみ登場） ○
- ウルトラマンキング ▲

### 登場怪獣・宇宙人（超銀河大戦）
※雑誌によっては登場する怪獣が異なるため、詳しくはウルトラ怪獣一覧の雑誌展開の項目を参照。ここでは、本作品で初登場した怪獣を紹介する。
- 高次元捕食王 アークボガール
- 岩力破壊参謀 ジオルゴン（てれびくん版のみ）
- 知略遊撃宇宙人 エンディール星人（テレビマガジン版のみ）

### プレイムービーソフト
『ウルトラマンプレイムービーシリーズ DXウルトラコクピット』専用DVDオリジナルストーリー。シナリオ・谷崎あきら、監督・菊池雄一。ガンフェニックスのほか、ウルトラホーク1号などの歴代防衛マシンも登場。
- 出現!アークボガール 戦え!ウルトラ兄弟（てれびくん2007年9月号付録DVD）
- ガイズサリーゴー編（DXウルトラコクピット本体付属）
- 出撃!ウルトラゾーンへの旅編（DXウルトラコクピット本体付属）
- 伝説の怪獣、復活!宇宙の王、アークボガールの誕生（専用ソフト1）
- セブンがあぶない!地球に迫る侵略者たち（専用ソフト2）
- 最終決戦!ウルトラ兄弟VSアークボガール（専用ソフト3）

## 放送データ
前作『ウルトラマンマックス』と異なり、全編ローカルセールス枠で放送されていた。
番組フォーマットは以下の通りで、前作『ウルトラマンマックス』と同様のものが採用されていた。
番組タイトル→アバンタイトル→オープニング→CM→本編Aパート→CM→本編Bパート→CM→本編Cパート→次回予告→情報コーナー「メビナビ」

### 放送時間
| 地域           | 放送局                   | 系列           | 放送時間                                                                                             | ネット状況 | 備考                |
| -------------- | ------------------------ | -------------- | --- | ---------- | ------------------- |
| 中京広域圏     | 中部日本放送 (CBC)       | TBS系列        | 土曜日 17:30 - 18:00                                                                                 | 制作局     | [ 注 62 ]           |
| 北海道         | 北海道放送 (HBC)         | TBS系列        | 土曜日 17:30 - 18:00                                                                                 | 同時ネット |                     |
| 宮城県         | 東北放送 (TBC)           | TBS系列        | 土曜日 17:30 - 18:00                                                                                 | 同時ネット |                     |
| 新潟県         | 新潟放送 (BSN)           | TBS系列        | 土曜日 17:30 - 18:00                                                                                 | 同時ネット |                     |
| 関東広域圏     | 東京放送（TBS）          | TBS系列        | 土曜日 17:30 - 18:00                                                                                 | 同時ネット | [ 注 63 ]           |
| 近畿広域圏     | 毎日放送 (MBS)           | TBS系列        | 土曜日 17:30 - 18:00                                                                                 | 同時ネット |                     |
| 福岡県         | RKB毎日放送 (RKB)        | TBS系列        | 土曜日 17:30 - 18:00                                                                                 | 同時ネット |                     |
| 鹿児島県       | 南日本放送 (MBC)         | TBS系列        | 土曜日 17:30 - 18:00                                                                                 | 同時ネット | [ 注 64 ]           |
| 青森県         | 青森テレビ (ATV)         | TBS系列        | 日曜日 6:15 - 6:45                                                                                   | 遅れネット | [ 注 65 ]           |
| 秋田県         | 秋田放送 (ABS)           | 日本テレビ系列 | 木曜日 15:55 - 16:25                                                                                 | 遅れネット | [ 注 66 ]           |
| 岩手県         | IBC岩手放送 (IBC)        | TBS系列        | 日曜日 5:45 - 6:15                                                                                   | 遅れネット |                     |
| 山形県         | テレビユー山形 (TUY)     | TBS系列        | 土曜日 6:00 - 6:30                                                                                   | 遅れネット |                     |
| 福島県         | テレビユー福島 (TUF)     | TBS系列        | 月 - 金曜日 10:50 - 11:20 （2006年7月31日 - 8月25日） 土曜日 6:00 - 6:30 （2007年1月27日 - 7月14日） | 遅れネット | [ 注 67 ]           |
| 長野県         | 信越放送 (SBC)           | TBS系列        | 日曜日 4:30 - 5:00                                                                                   | 遅れネット | [ 注 68 ]           |
| 山梨県         | テレビ山梨 (UTY)         | TBS系列        | 月 - 木曜日 9:55 - 10:55 （2006年8月3日まで2話連続放送） 木曜日 5:00 - 5:30 （2006年8月10日 -）      | 遅れネット | [ 注 69 ]           |
| 静岡県         | 静岡放送 (SBS)           | TBS系列        | 金曜日 15:30 - 16:00                                                                                 | 遅れネット |                     |
| 富山県         | チューリップテレビ (TUT) | TBS系列        | 日曜日 5:45 - 6:15                                                                                   | 遅れネット |                     |
| 石川県         | 北陸放送 (MRO)           | TBS系列        | 土曜日 6:00 - 6:30                                                                                   | 遅れネット |                     |
| 鳥取県・島根県 | 山陰放送 (BSS)           | TBS系列        | 日曜日 6:00 - 6:30                                                                                   | 遅れネット | [ 注 70 ]           |
| 岡山県・香川県 | 山陽放送 (RSK)           | TBS系列        | 月 ‐ 金曜日 10:53 - 11:23 （- 2006年8月18日） 日曜日 4:30 - 5:00 （2006年9月3日 - 2007年4月15日）    | 遅れネット | [ 注 71 ] [ 注 72 ] |
| 広島県         | 中国放送 (RCC)           | TBS系列        | 木曜日 15:24 - 15:54                                                                                 | 遅れネット |                     |
| 愛媛県         | あいテレビ (itv)         | TBS系列        | 土曜日 6:00 - 6:30                                                                                   | 遅れネット |                     |
| 高知県         | テレビ高知 (KUTV)        | TBS系列        | 木曜日 16:24 - 16:54                                                                                 | 遅れネット |                     |
| 熊本県         | 熊本放送 (RKK)           | TBS系列        | 日曜日 5:30 - 6:00                                                                                   | 遅れネット |                     |
| 宮崎県         | 宮崎放送 (MRT)           | TBS系列        | 土曜日 5:15 - 5:45                                                                                   | 遅れネット | [ 注 73 ] [ 注 74 ] |
| 沖縄県         | 琉球放送 (RBC)           | TBS系列        | 日曜日 5:30 - 6:00                                                                                   | 遅れネット |                     |

土曜 7:30 - 8:00の時間帯にて放送されていた『マックス』までは全国ネット枠であったが、同作品の終了に伴い制作はMBSに移り、『知っとこ!』の枠拡大に充てられた。枠交換によってCBC制作となった日曜 7:00 - 7:30の時間帯は、『週刊!健康カレンダー カラダのキモチ』に充てられた。
系列局では、テレビ山口 (tys)・大分放送 (OBS)・長崎放送 (NBC) は未放送だった。また、SBS・RCC以外の遅れネット局と、同時ネット局でもMBCは、バンダイ・バンプレスト・セイカ（現・サンスター文具）のスポンサードセールスから外され、番組販売扱いとなり、スポットCMのみ、またはローカルスポンサー（RSKでのおもちゃ王国など）を付けての放送となっていた。局によっては、制作元の円谷プロダクション自体（ウルトラマンランド・ウルトラマンスタジアム名義など）がスポンサーとなっていた地域もあった（ウルトラマンランドが所在地のRKK、ウルトラマンスタジアム所在地周辺のMRO・TUTなど）。
全国ネットでなくなったことから、ネット配信や新聞でもその問題が扱われた。